# التسلسل الزمني لاكتشاف النظام الشمسي

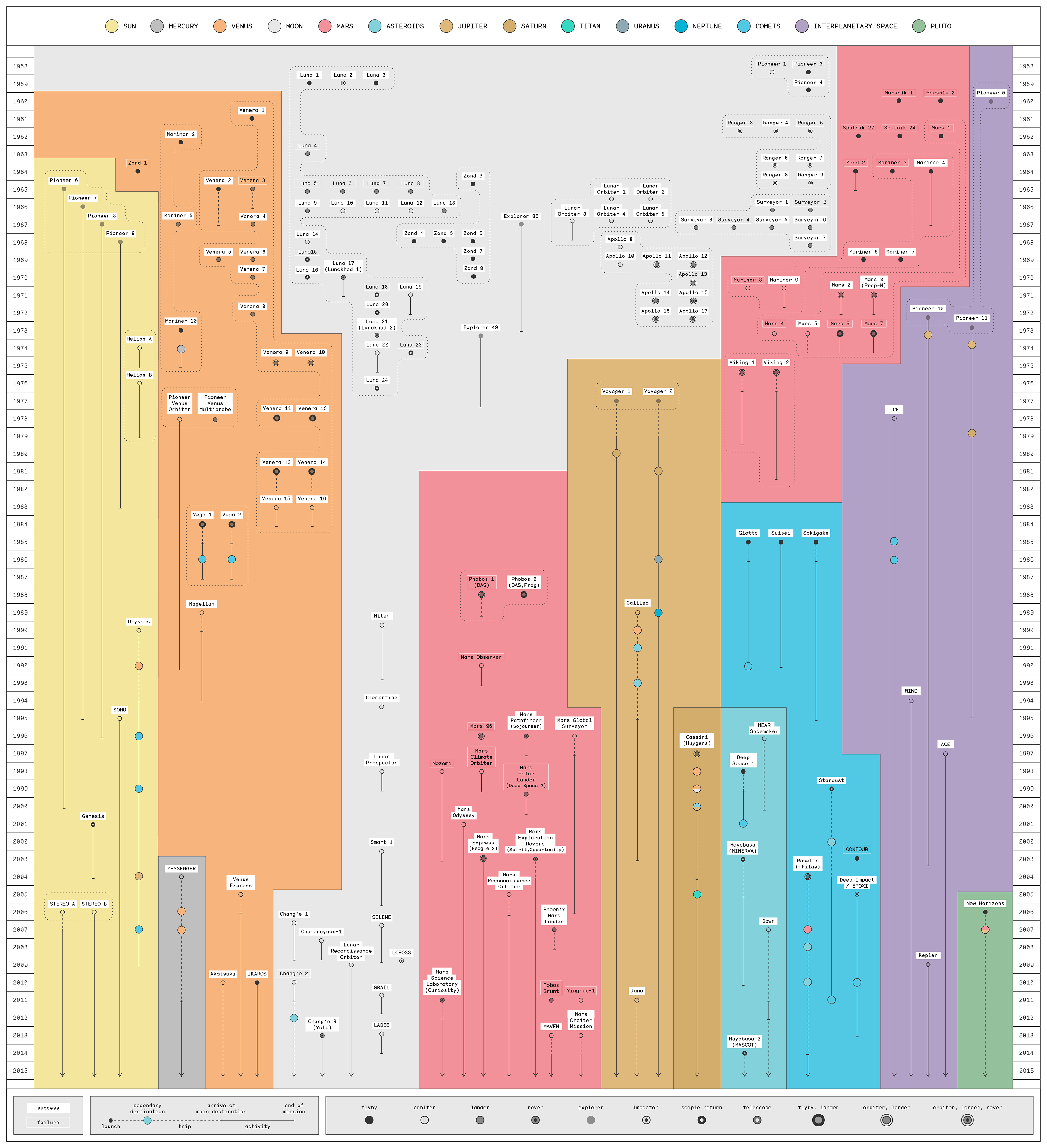
جدول زمني لاسكتشاف النظام الشمسي

هذا المقال عبارة عن جدول زمني لاسكتشاف النظام الشمسي مرتب بتاريخ إطلاق المركبات الفضائية. ويشمل:
- جميع المركبات الفضائية التي تركت المدار الآرضي بغرض اكتشاف واستكشاف النظام الشمسي (سواء نجحت أو فشلت)، بما في ذلك بعثات استكشاف القمر.
- عدد صغير من أهم الملاحظات والأعمال الرائدة في ذلك المجال.

ولكنها لا تشمل :
- الغالبية العظمى من الأقمار الصناعية التي تدور حول الأرض.
- أي مسبار فضائي يغادر الأرض بهدف غير اكتشاف واستكشاف النظام الشمسي (مثل المراصد الفضائية الموجهة للمجرات البعيدة، مراصد للأشعة الخلفية الكونية).
- المسابير التي فشلت في الإقلاع.

التواريخ المذكورة في المقال هي تواريخ الإقلاع، ولكن توجد بعض الملاحظلات المهمة التي وجب ذكر تارخيها فعلى سبيل المثال تم إطلاق فوياجر 2 في 20 أغسطس 1977، ولكنه لم يصل إلى نبتون حتى عام 1989.
أما البعثات التي كتبت بالخط المائل فهي بعثات لم تنته بعد، ولا يستطيع أي الحكم عليها بالنجاح أو الفشل.

## الأربعينات
1944
- MW 18014 تم الإقلاع في 20 يونيو 1944، وكانت أول سفينة فضائية تتجاوز خط كارمان.

## الخمسينات
1957

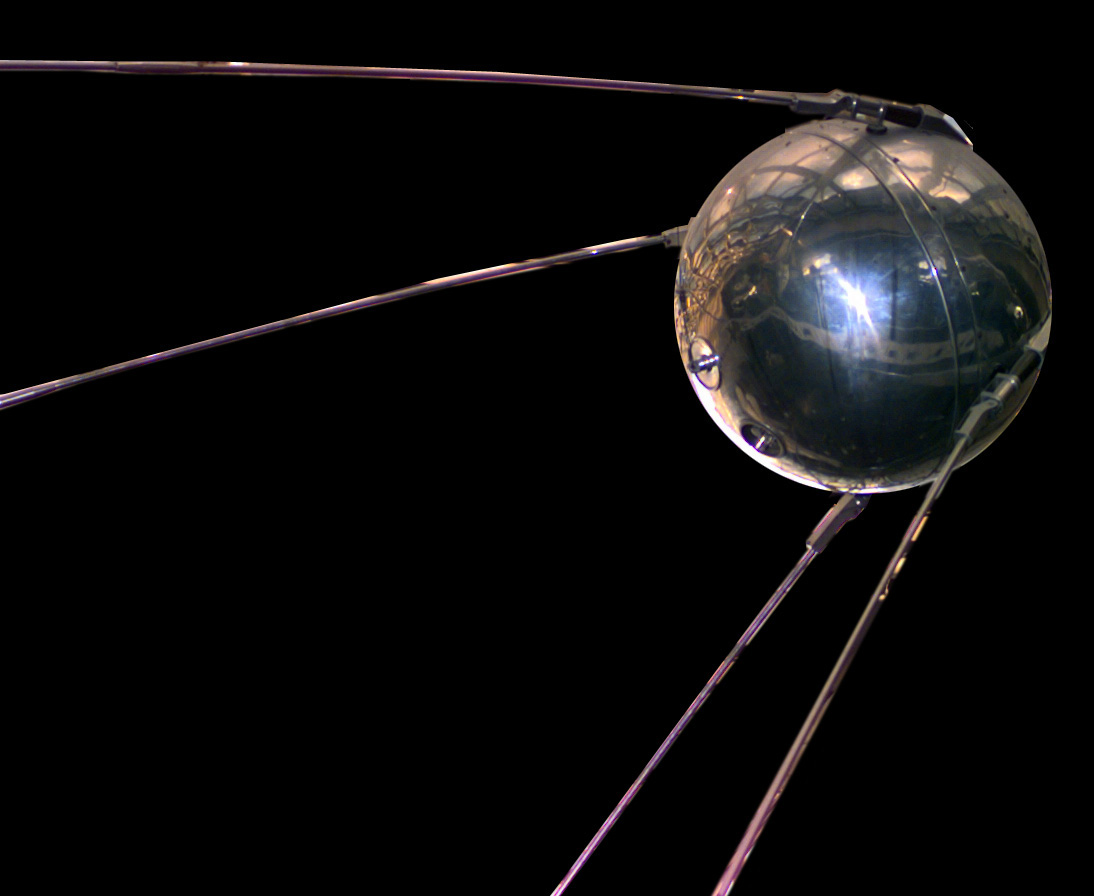
سبوتنك-1 – أول قمر صناعي يرسل للفضاء.

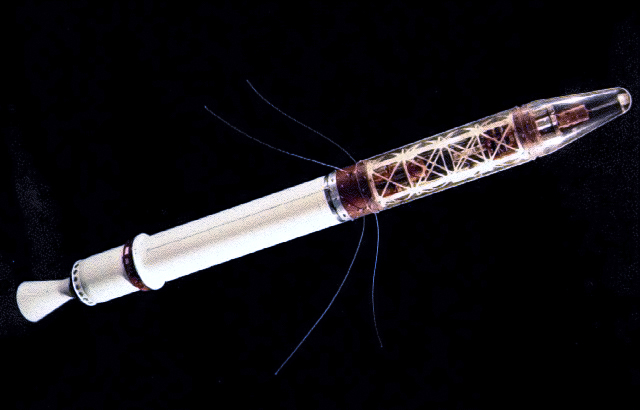
إكسبلورر 1 أول قمر صناعي للولايات المتحدة.

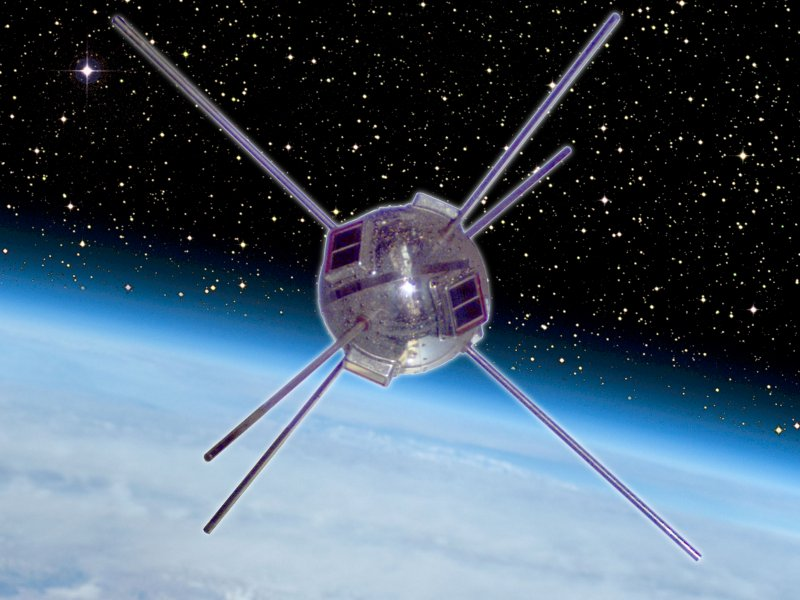
فانغارد 1 مع الست خلايا شمسية المتصلة به

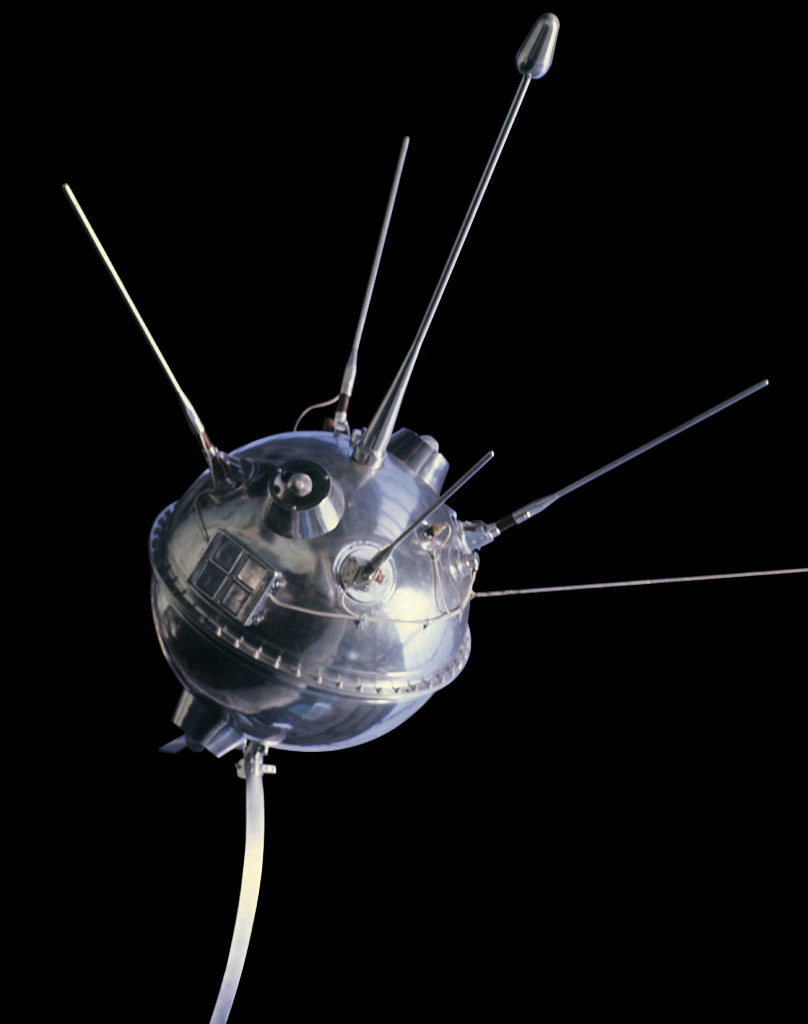
لونا 1 أول مركبة تأخذ مدار الشمسي المركز.

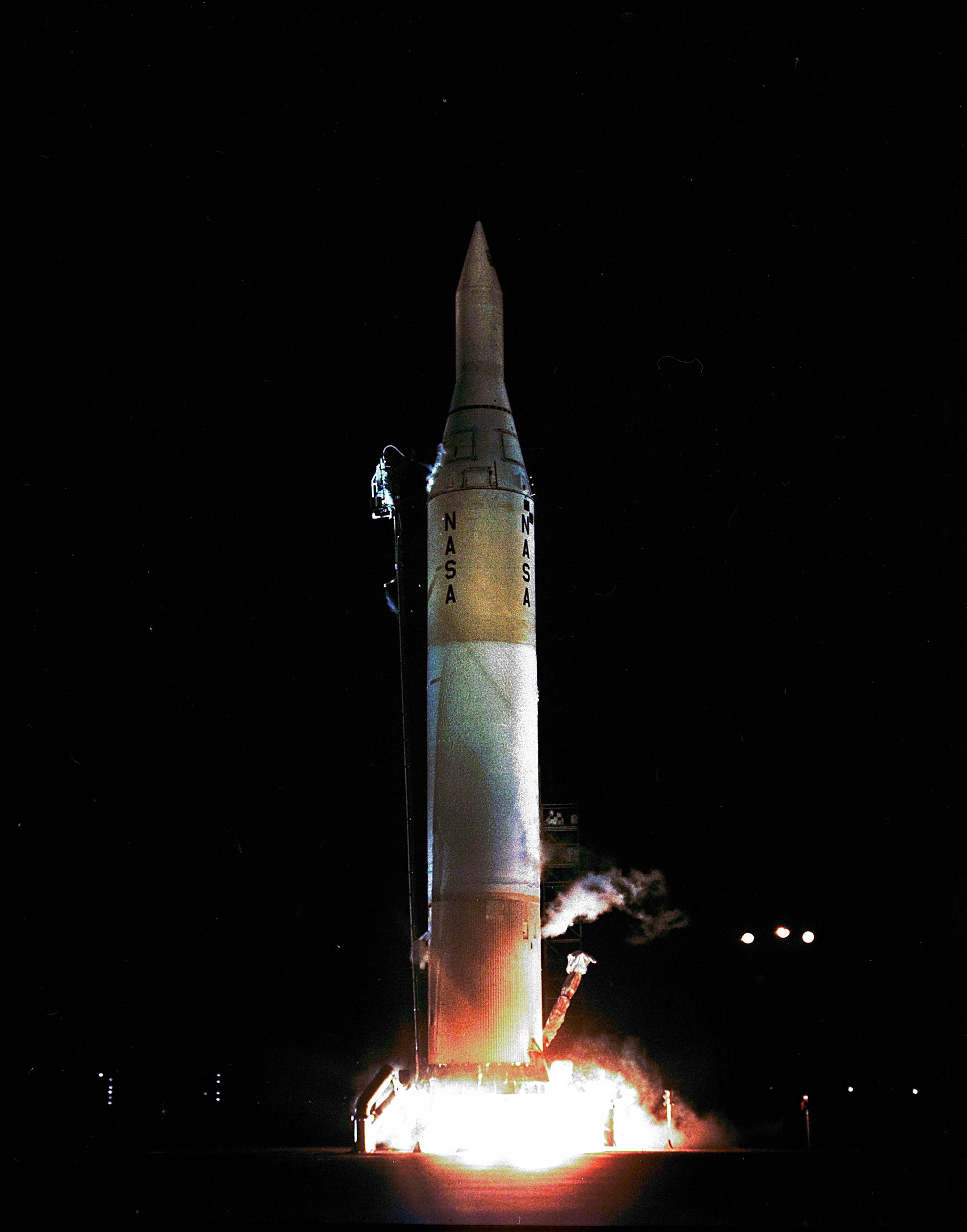
إقلاع بيونير 4.

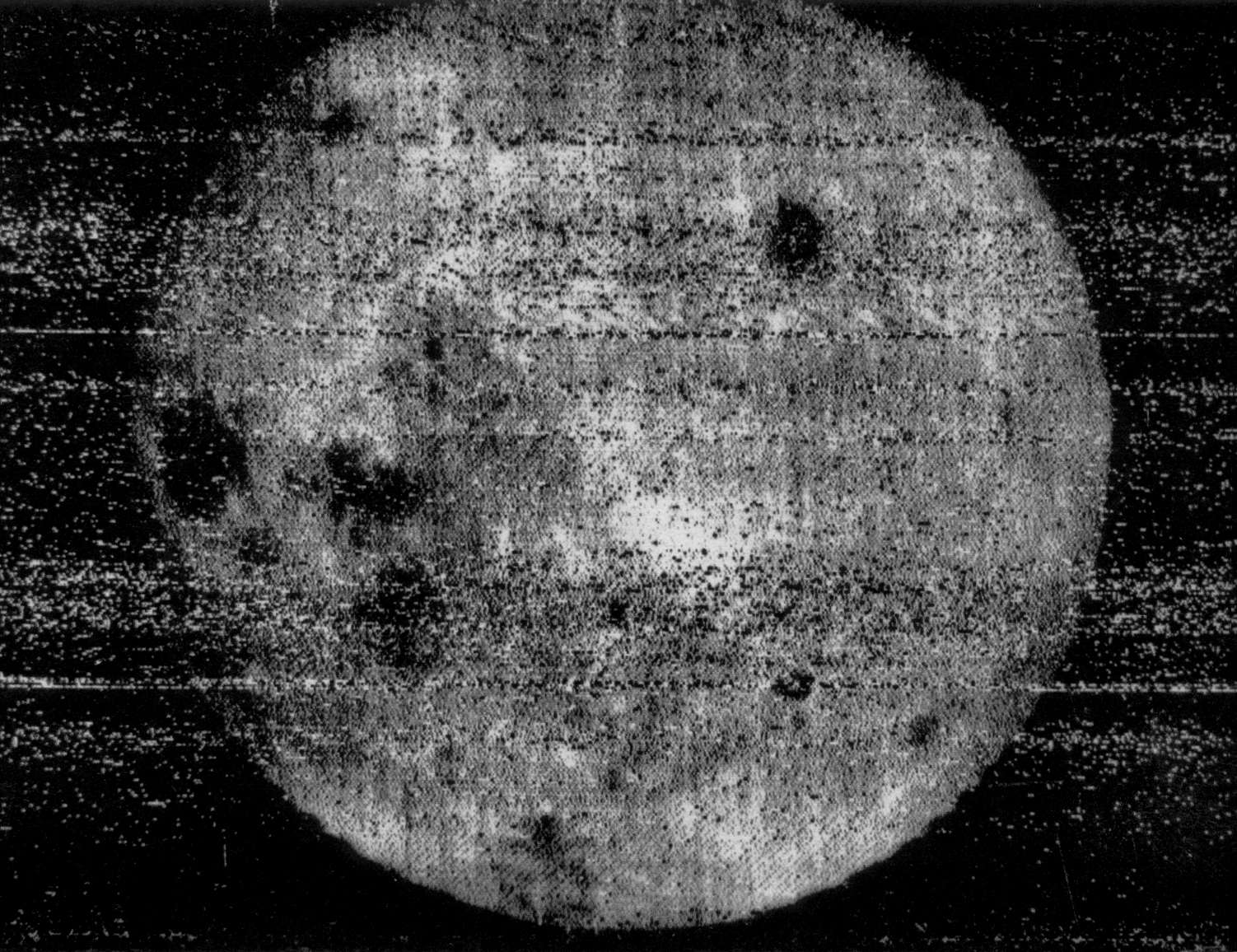
أول صورة للجانب البعيد من سطح القمر. من مسبار لونا 3.

- سبوتنك-1 تم الإقلاع في 4 أكتوبر 1957، أول قمر صناعي يرسل للفضاء.
- سبوتنك-2 تم الإقلاع في 3 نوفمبر 1957، ثاني قمر صناعي يرسل للفضاء، أول مرة يرسل حيوان إلى للفضاء. وكانت الكلبة لايكا هي أول كائن ثديي يخرج إلى الفضاء

1958
- إكسبلورر 1 تم الإقلاع في 1 فبراير 1958،أول قمر صناعي للولايات المتحدة. أول جهاز فضائي يلتقط حزام فان آلن الإشعاعي.
- فانغارد 1 تم الإقلاع في 17 مارس 1958، أول ساتل يستخدم الطاقة الشمسية، أقدم قمر صناعي موجود في مدار الأرض.

1959
- لونا 1 تم الإقلاع في 2 يناير 1959، أول مركبة فضائية تتمكن من الوصول إلى مناطق E-1 NO.4، وأول مركبة تأخذ مدار الشمسي المركز
- بيونير 4 تم الإقلاع في 3 مارس 1959، أول مسبار أمريكي يتحرر من جاذبية الأرض.
- لونا 2 تم الإقلاع في 12 سبتمبر 1959، أول مسبار يصل إلى سطح القمر.
- لونا 3 تم الإقلاع في 4 أكتوبر 1959، أول مسباريقوم بتصوير الجانب البعيد من القمر.

## الستينات
1960

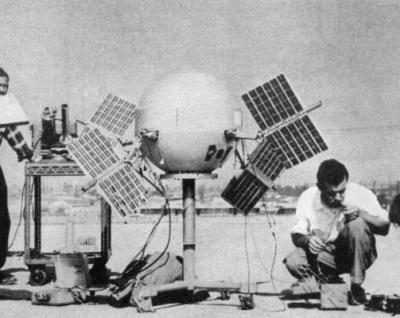
بيونير 5 أثناء إختباره.

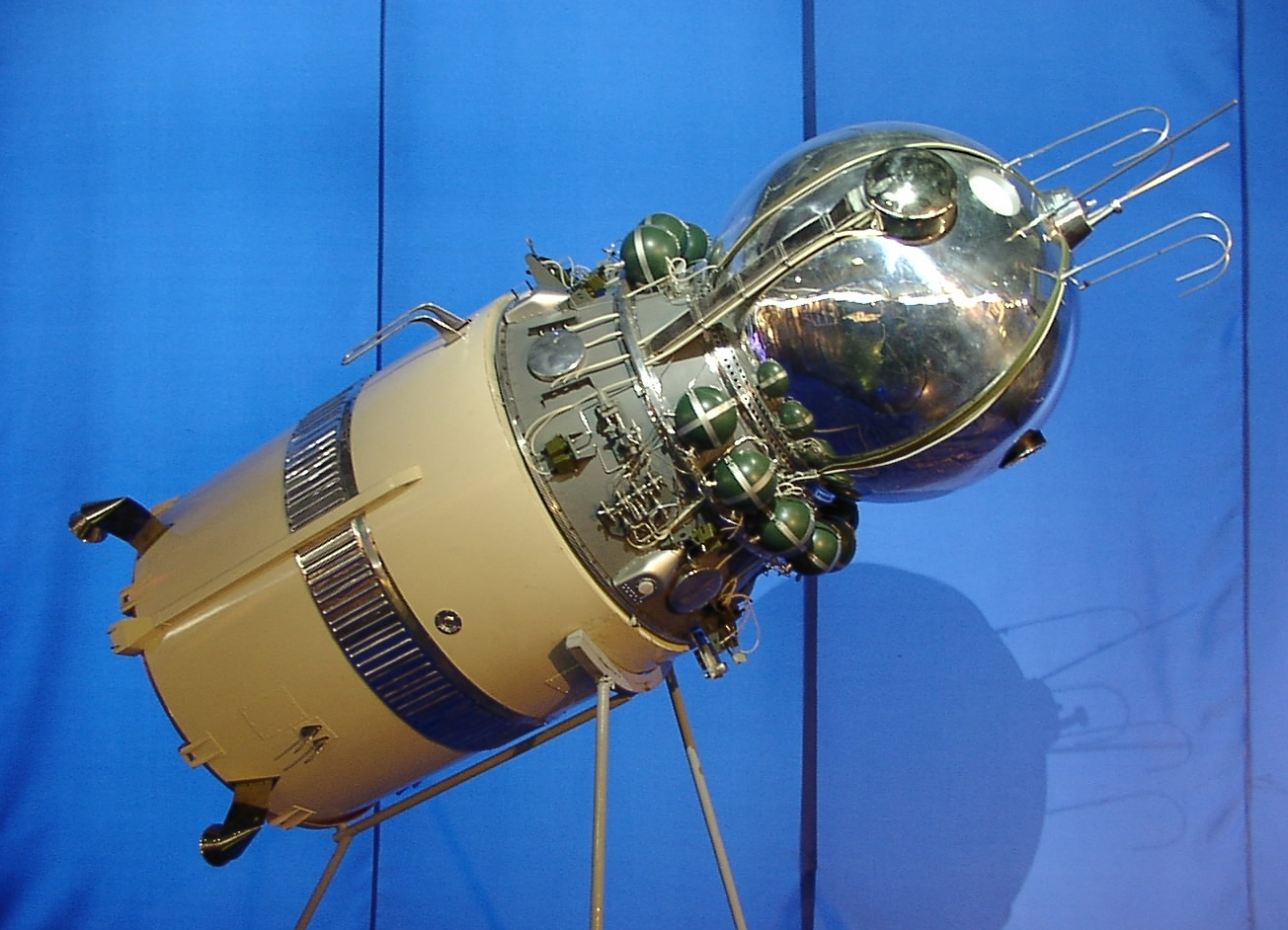
فوستوك1 – أول مسبار مأهول بالإنسان

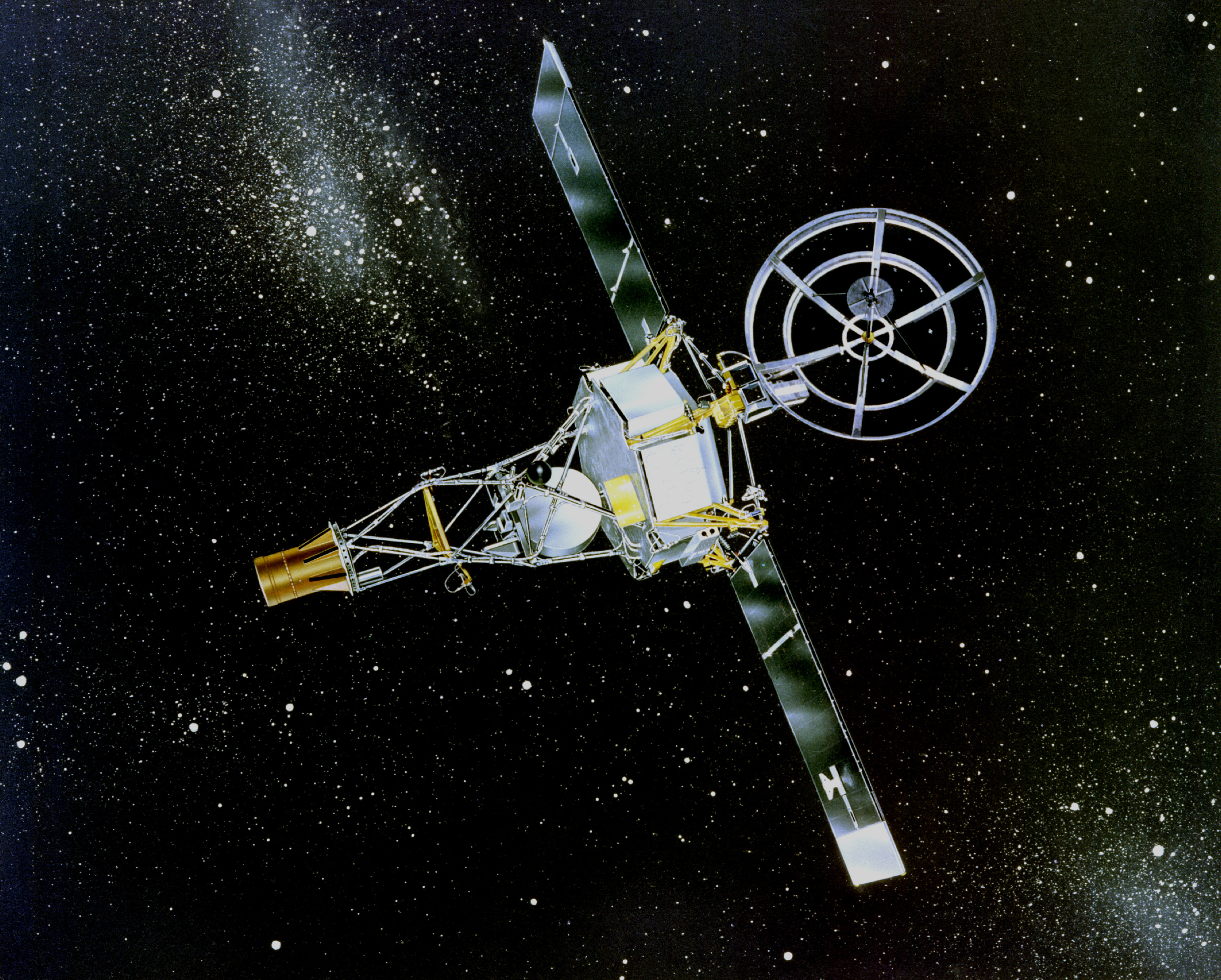
مارينر 2 – أول سفينة فضاء ترسل لاكتشاف كوكب الزهرة

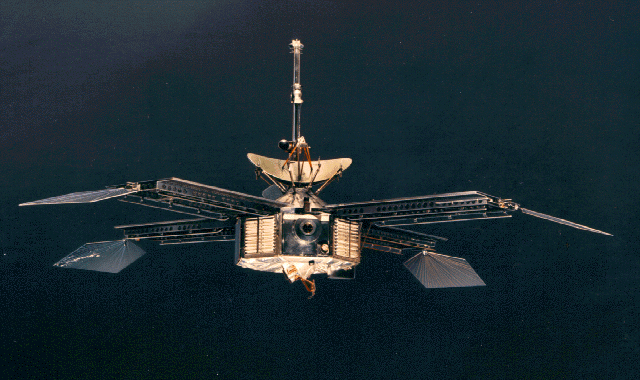
مارينر 4 – أول سفينة فضاء ترسل لاكتشاف كوكب المريخ

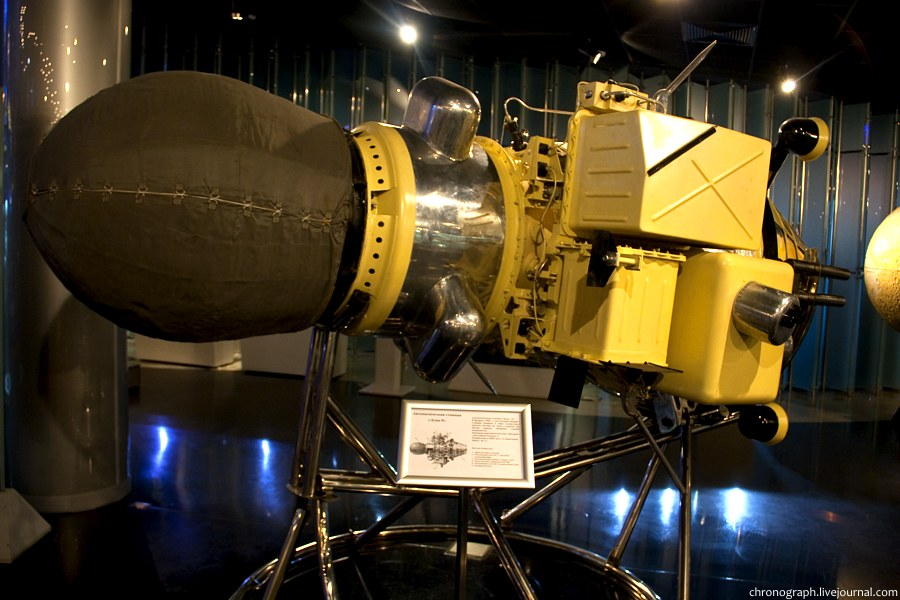
لونا 9 – أول سفينة فضاء تابعة لبرنامج لونا لاكتشاف القمر

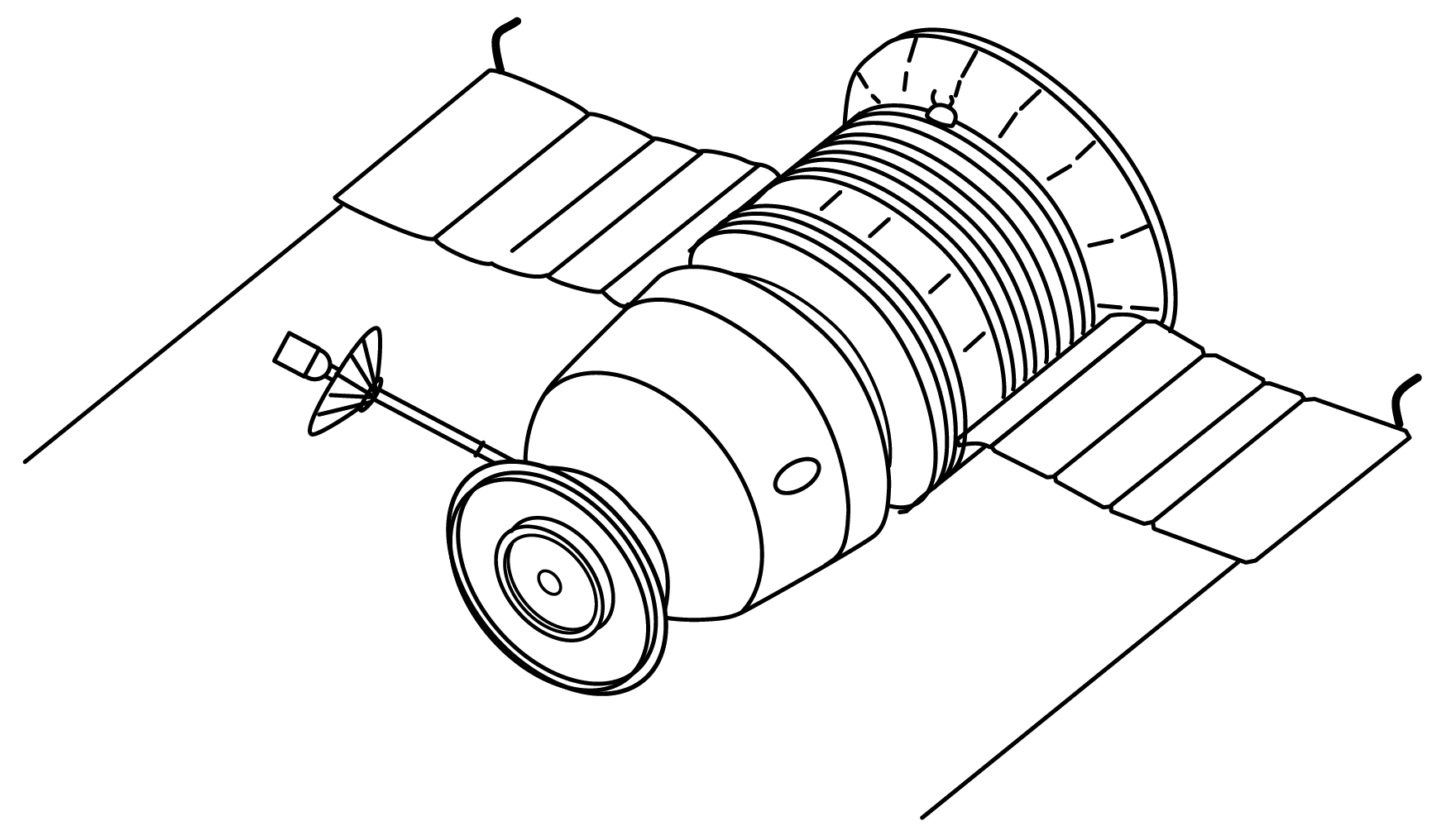
زوند 5 – أول بعثة قمرية تعود إلى الأرض

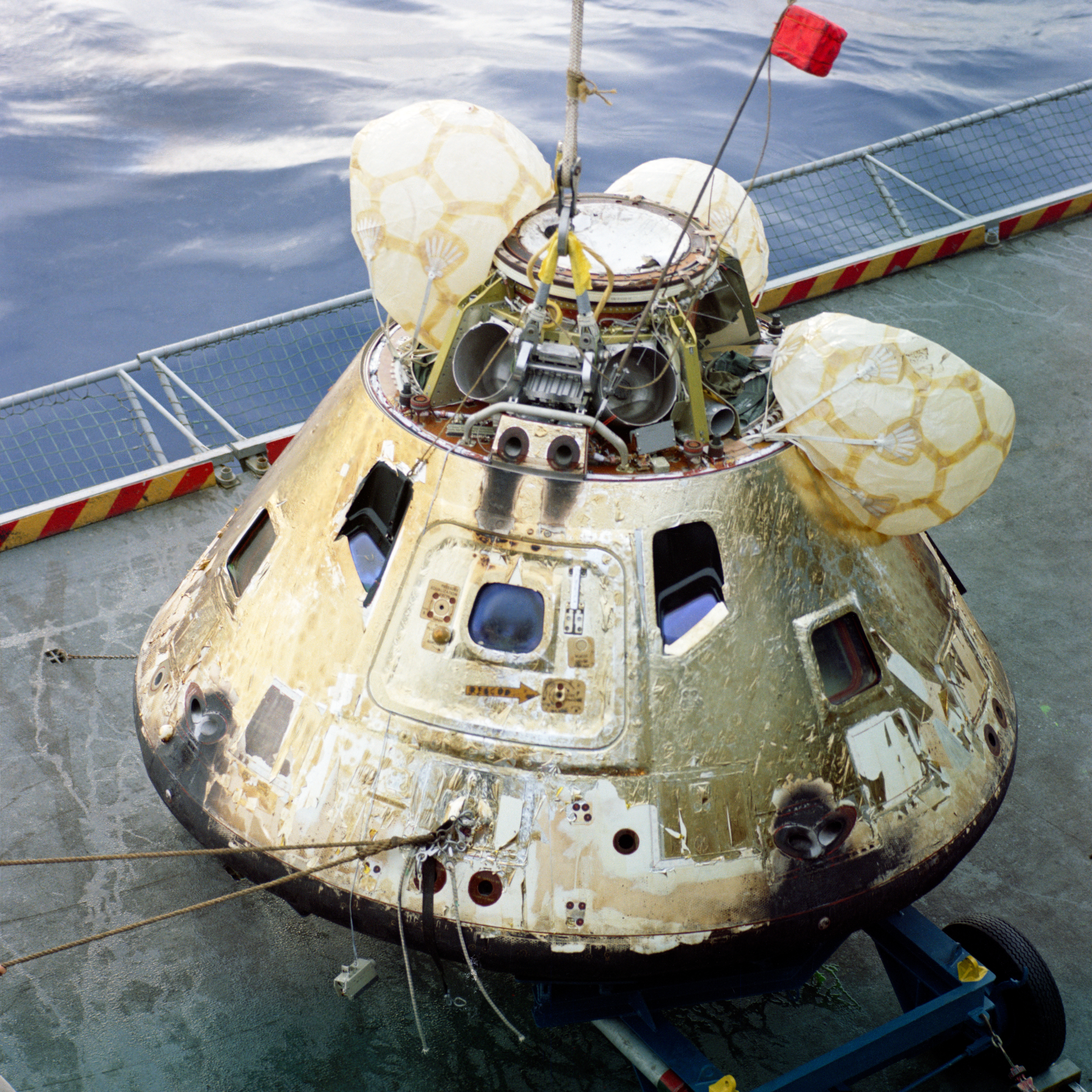
أبولو 8 - أول بعثة بشرية تدور حول جرم سماوي وهو القمر

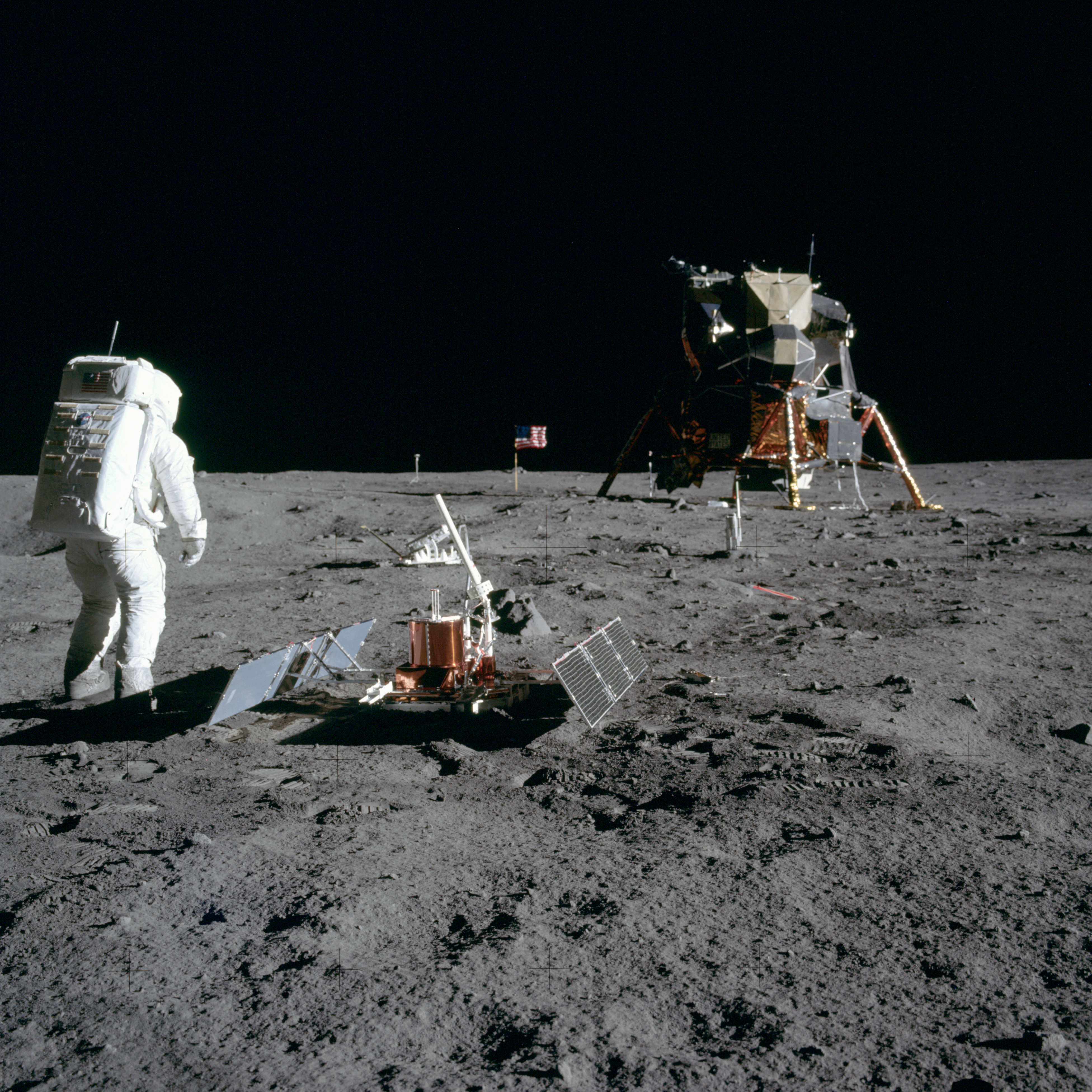
أبولو 11 – أول عملية هبوط على سطح القمر

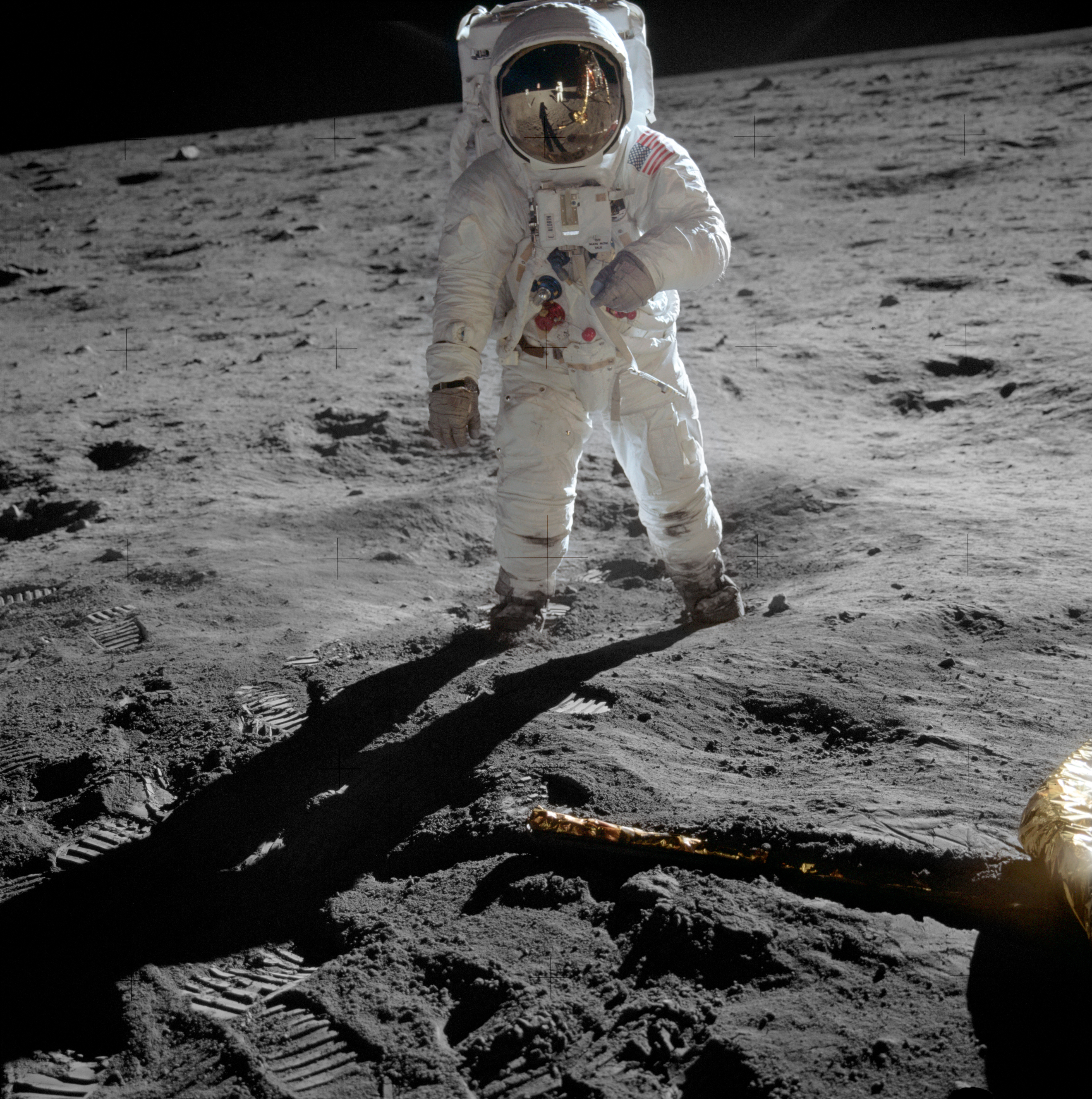
صورة لرائد الفضاء بز ألدرن التقطها له نيل أرمسترونغ خلال الهبوط الأول على القمر يوم 20 تموز (يوليو) عام 1969م.

- بيونير 5 تم الإقلاع في 11 مارس 1960، له دور كبير في إستكشاف الفضاء.

1961
- فينيرا 1 – تم الإقلاع في 12 فبراير 1961، أول مسبار إلى كوكب الزهرة.
- فوستوك 1 – تم الإقلاع في 12 إبريل 1961، أول مسبار بشري يغادر الغلاف الجوي، وتستقر على مدار حول الأرض بقيادة رائد الفضاء السوفيتي يوري جاجارين.
- ميركوري-ريدستون 3 – تم الإقلاع في 5 مايو 1961، أول مسبار أمريكي يرسل للفضاء.
- رانجر 1 – تم الإقلاع في 23 اغسطس 1961، رحلة تجريبة للقمر.
- رانجر 1 – تم الإقلاع في 18 نوفمبر 1961، رحلة تجريبة للقمر.

1962
- رانجر 3 – تم الإقلاع في 26 يناير 1962، رحلة تجريبة للقمر. (فشلت في الوصول إلى القمر)
- ميركوري-أطلس 6 – تم الإقلاع في 20 فبراير 1962، أول مسبار أمريكي مأهول.
- رانجر 4 – تم الإقلاع في 20 فبراير 1962.[1]
- مارينر 2 – تم الإقلاع في 27 أغسطس 1962، أول سفينة فضاء ترسل لاكتشاف كوكب الزهرة
- رانجر 5 – تم الإقلاع في 18 أكتوبر 1962، رحلة تجريبة للقمر (فشلت في الوصول إلى القمر).
- مارس 1 – تم الإقلاع في 1 نوفمبر 1962، رحلة لاكتشاف المريخ (إنقطع الإتصال).

1963
- لونا 4 – تم الإقلاع في 2 إبريل 1963، في إطار برنامج لونا في محاولة لإجراء أول هبوط سليم على سطح القمر (فشلت البعثة في الوصول إلى القمر).
- كوزموس 21 – تم الإقلاع في 11 نوفمبر 1963، انطلقت في مهمة غير معروفة، تهاوت مركبة كوزموس في 14 نوفمبر، بعد ثلاثة أيام الإطلاق.[2]

1964
- رانجر 6 – تم الإقلاع في 30 يناير 1964، بعثة إلى القمر، فشلت عملية التصوير.
- زوند 1 – تم الإقلاع في 2 إبريل 1964، مسبار إلى كوكب الزهرة، فقد الإتصال.
- رانجر 7 – تم الإقلاع في 28 يوليو 1964، مسبار إلى القمر.
- مارينر 3 – تم الإقلاع في 5 نوفمبر 1964، مسبار إلى المريخ. فشل في مهتمه لأخطاء فنية.
- مارينر 4 – تم الإقلاع في 28 نوفمبر 1964، مسبار إلى المريخ.
- زوند 2 – تم الإقلاع في 30 نوفمبر 1964، مسبار إلى المريخ (فقد الإتصال).

1965
- رانجر 8 – تم الإقلاع في 17 فبراير 1965، مسبار إلى القمر.
- رانجر 9 – تم الإقلاع في 21 مارس 1965، مسبار إلى القمر.
- لينكولن 1 - تم الإقلاع في 6 مايو 1965، أقدم مركبة فضائية ما زالت تستخدم.
- لونا 5 – تم الإقلاع في 9 مايو 1965، ضمن برنامج لونا، كان من المفترض أن تكون أول مركبة فضاء تجري عملية هبوط سليمة على سطح القمر، لكنت حدثت مشاكل فنية منعت ذلك.
- لونا 6 – تم الإقلاع في 8 يونيو 1965، محاولة للهبوط على سطح القمر ولكنها فشلت.
- زوند 3 – تم الإقلاع في 18 يوليو 1965، محاولة للهبوط على سطح القمر.
- لونا 7 – تم الإقلاع في 4 أكتوبر 1965، محاولة للهبوط على سطح القمر.
- فينيرا 2 – تم الإقلاع في 12 نوفمبر 1965، مسبار فضائي ضمن مشروع فينيرا لاستكشاف كوكب الزهرة.
- فينيرا 3 – تم الإقلاع في 16 نوفمبر 1965، مسبار فضائي ضمن مشروع فينيرا لاستكشاف كوكب الزهرة. اصطدم المسبار أثناء الهبوط بأرض الزهرة في 1 مارس 1966 لنصبح أول مركبة فضائية تهبط على سطح كوكب. مع العلم أنه قد فشل نظام الاتصال من إرسال أي معلومات عن سطح الكوكب.
- لونا 8 – تم الإقلاع في 3 ديسمبر 1965، محاولة للهبوط على سطح القمر.
- بيونير 6 – تم الإقلاع في 16 ديسمبر 1965، مسبار فضائي ضمن برنامج بيونير يهدف لدراسة الطقس الفضائي.

1966
- لونا 9 – تم الإقلاع في 31 يناير 1966، مسبار ضمن برنامج لونا لاكتشاف القمر، كانت أول مركبة فضاء تهبط سالمة على سطح القمر.
- أي.اس-201 – تم الإقلاع في 26 فبراير 1966، هو أول اختبار لطيران الصاروخ ساتورن 1ب.
- لونا 10 – تم الإقلاع في 31 مارس 1966، مركبة فضاء ضمن برنامج لونا وكانت أول قمر صناعي يدور حول القمر.
- سيرفيور 1 – تم الإقلاع في 30 مايو 1966، مركبة فضاء ضمن برنامج سيرفيور لاكتشاف القمر.
- إكسبلورر 33 – تم الإقلاع في 1 يوليو 1966، مسبار فضائي إلى سطح القمر (فشلت البعثة).
- متتبع القمر 1 – تم الإقلاع في 10 أغسطس 1966.
- بيونير 7 – تم الإقلاع في 17 أغسطس 1966، مسبار فضائي ضمن برنامج بيونير يهدف لدراسة الطقس الفضائي.
- لونا 11 – تم الإقلاع في 24 أغسطس 1966، بعثة فضائية غير مأهولة ضمن برنامج لونا السوفيتي لإستكشاف القمر.
- سيرفيور 2 – تم الإقلاع في 20 سبتمبر 1966، بعثة فضائية إلى سطح القمر، فشلت البعثة نتيجة اصطدام المسبار بسطح القمر.
- لونا 12 – تم الإقلاع في 22 أكتوبر 1966، بعثة فضائية غير مأهولة ضمن برنامج لونا، بهدف استكمال المهمة التي فشلت لونا 11 في إكمالها.
- متتبع القمر 2 – تم الإقلاع في 6 نوفمبر 1966، بعثة فضائية إلى سطح القمر.
- لونا 13 – تم الإقلاع في 21 ديسمبر 1966، مهمة فضائية غير مأهولة ضمن برنامج لونا.

1967
- متتبع القمر 3 – تم الإقلاع في 4 فبراير 1967، بعثة فضائية إلى سطح القمر.
- سيرفيور 3 – تم الإقلاع في 17 إبريل 1967، ثالث مسبار يهبط على سطح القمر في إطار برنامج سيرفيور.
- متتبع القمر 4 – تم الإقلاع في 4 مايو 1967، بعثة فضائية إلى سطح القمر.
- فينيرا 4 – تم الإقلاع في 12 يونيو 1967، مسبار روسي من ضمن برنامج فينيرا لاكتشاف كوكب الزهرة.
- مارينر 5 – تم الإقلاع في 14 يونيو 1967، مسبار علمي أرسلته ناسا لاكتشاف كوكب الزهرة من ضمن سلسلة من البعثات الفضائية في برنامج مارينر.
- سيرفيور 4 – تم الإقلاع في 14 يوليو 1967، بعثة فضائية إلى سطح القمر، إصطدم المسبار بسطح القمر.
- إكسبلورر 4 – تم الإقلاع في 19 يوليو 1967، بعثة فضائية إلى سطح القمر.
- متتبع القمر 5 – تم الإقلاع في 1 أغسطس 1967، بعثة فضائية إلى سطح القمر.
- سيرفيور 5 – تم الإقلاع في 8 سبتمبر 1967، بعثة فضائية إلى سطح القمر.
- سيرفيور 6 – تم الإقلاع في 7 نوفمبر 1967، بعثة فضائية إلى سطح القمر.
- أبولو 4 – تم الإقلاع في 9 نوفمبر 1967، أول طيران لصاروخ ساتورن 5 حاملا مركبة فضاء غير مأهولة.[3][4][5]
- بيونير 8 – تم الإقلاع في 13 ديسمبر 1967، مسبار فضائي ضمن برنامج بيونير يهدف لدراسة الطقس الفضائي.

1968
- سيرفيور 7 – تم الإقلاع في 7 يناير 1968، بعثة فضائية إلى سطح القمر.
- أبولو 5 – تم الإقلاع في 22 يناير 1968، أول رحلة غير مأهولة للوحدة القمرية لأبولو.
- زوند 4 – تم الإقلاع في 2 مارس 1968، بعثة فضائية إلى سطح القمر.
- لونا 14 – تم الإقلاع في 7 إبريل 1968، بعثة فضاء سوفيتية غير مأهولة ضمن برنامج لونا بهدف اختبار أنظمة الاتصالات وكان على متنها أدوات علمية لدراسة الأشعة الكونية والرياح الشمسية.
- زوند 5 – تم الإقلاع في 15 سبتمبر 1968، سجلت دورة تكوين القمر.
- أبولو 7 – تم الإقلاع في 11 أكتوبر 1968، أول مهمة مأهولة في برنامج أبولو الفضائي، وأول مهمة مأهولة تستخدم مركبة الإطلاق ساتورن 1ب.
- بيونير 9 – تم الإقلاع في 8 نوفمبر 1968، مسبار فضائي ضمن برنامج بيونير يهدف لدراسة الطقس الفضائي.
- زوند 6 – تم الإقلاع في 10 نوفمبر 1968، مسبار فضائي ضمن برنامج زوند الفضائي.
- أبولو 8 – تم الإقلاع في 21 ديسمبر 1968، حققت البعثة مغادرة الإنسان كوكب الأرض للمرة الأولى والدوران حول جرم سماوي آخر وهو القمر.[6][7][8]

1969
- فينيرا 5 – تم الإقلاع في 5 يناير 1969، مسبار فضاء سوفيتي أطلق ضمن مشروع فينيرا لاستكشاف كوكب الزهرة.[9]
- فينيرا 6 – تم الإقلاع في 10 يناير 1969، مسبار فضاء سوفيتي أطلق ضمن مشروع فينيرا لاستكشاف كوكب الزهرة.
- مارينر 6 – تم الإقلاع في 25 فبراير 1969، بعثة فضائية ضمن برنامج مارينر لدراسة المريخ.
- أبولو 9 – تم الإقلاع في 3 مارس 1969، الرحلة المأهولة الثالثة ضمن برنامج أبولو الفضائي، الإطلاق الثاني لصاروخ الفضاء ساتورن 5 والرحلة التجريبية الأولى للوحدة القمرية.
- مارينر 7 – تم الإقلاع في 27 مارس 1969، بعثة فضائية ضمن برنامج مارينر لدراسة المريخ.
- أبولو 10 – تم الإقلاع في 18 مايو 1969، بعثة فضائية ضمن برنامج أبولو الفضائي، عملية انفصال المركبة القمرية Lunar Module عن مركبة الفضاء Command Module وتجريبها في مدار حول القمر ثم لقائها ثانيا مع مركبة الفضاء والاشتباك بها، ثم العودة إلى الأرض.[10][11][12]
- لونا E-8-5 رقم.402 – تم الإقلاع في 14 يونيو 1969، أول محاولة لمهمة جمع العينات.[13][14][15]
- لونا 15 – تم الإقلاع في 13 يوليو 1969، ثاني بعثة فضاء سوفيتية مأهولة ضمن برنامج لونا ترسل بهدف العودة بعينات.
- أبولو 11 – تم الإقلاع في 16 يوليو 1969، البعثة الأولى التي تقود إنسان إلى النزول على سطح القمر، عاد رواد الفضاء إلى الأرض وأحضروا معهم نحو 21 كيلوجرام من صخور القمر وعينات من تربته لدراستها في المعامل على الأرض.[16][17]
- زوند 7 – تم الإقلاع في 7 أغسطس 1969، مسبار فضائي ضمن برنامج زوند الفضائي.
- أبولو 12 – تم الإقلاع في 14 نوفمبر 1969، الرحلة الثانية من برنامج أبولو لهبوط الإنسان على القمر.[18][19][20]

## السبعينات
1970

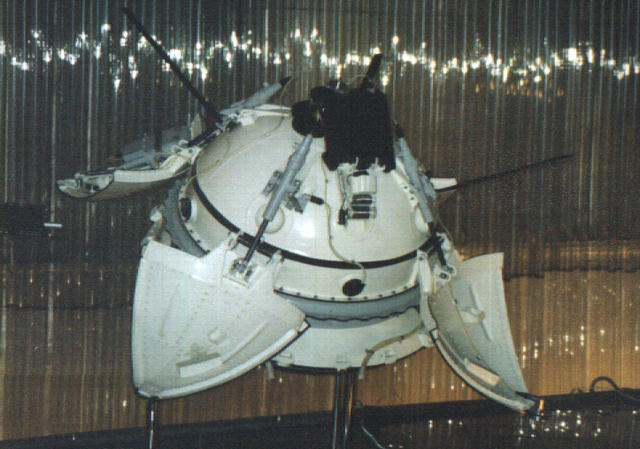
مارس 3 – أول مسبار فضائي يهبط على سطح المريخ

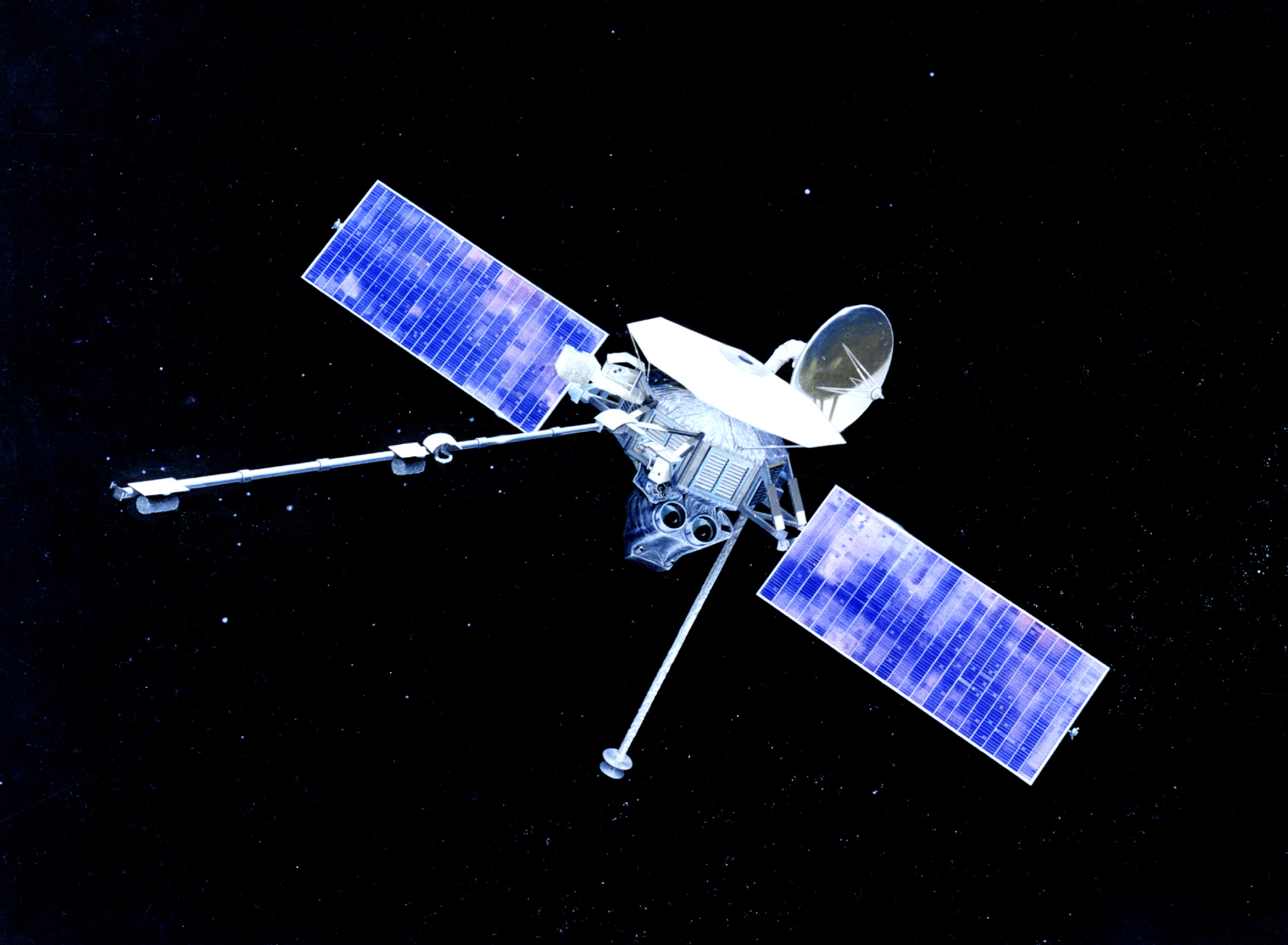
مارينر 10 – حلق المسبار فوق عطارد والزهرة، ويعتبر آخر مركبة فضائية في برنامج مارينر

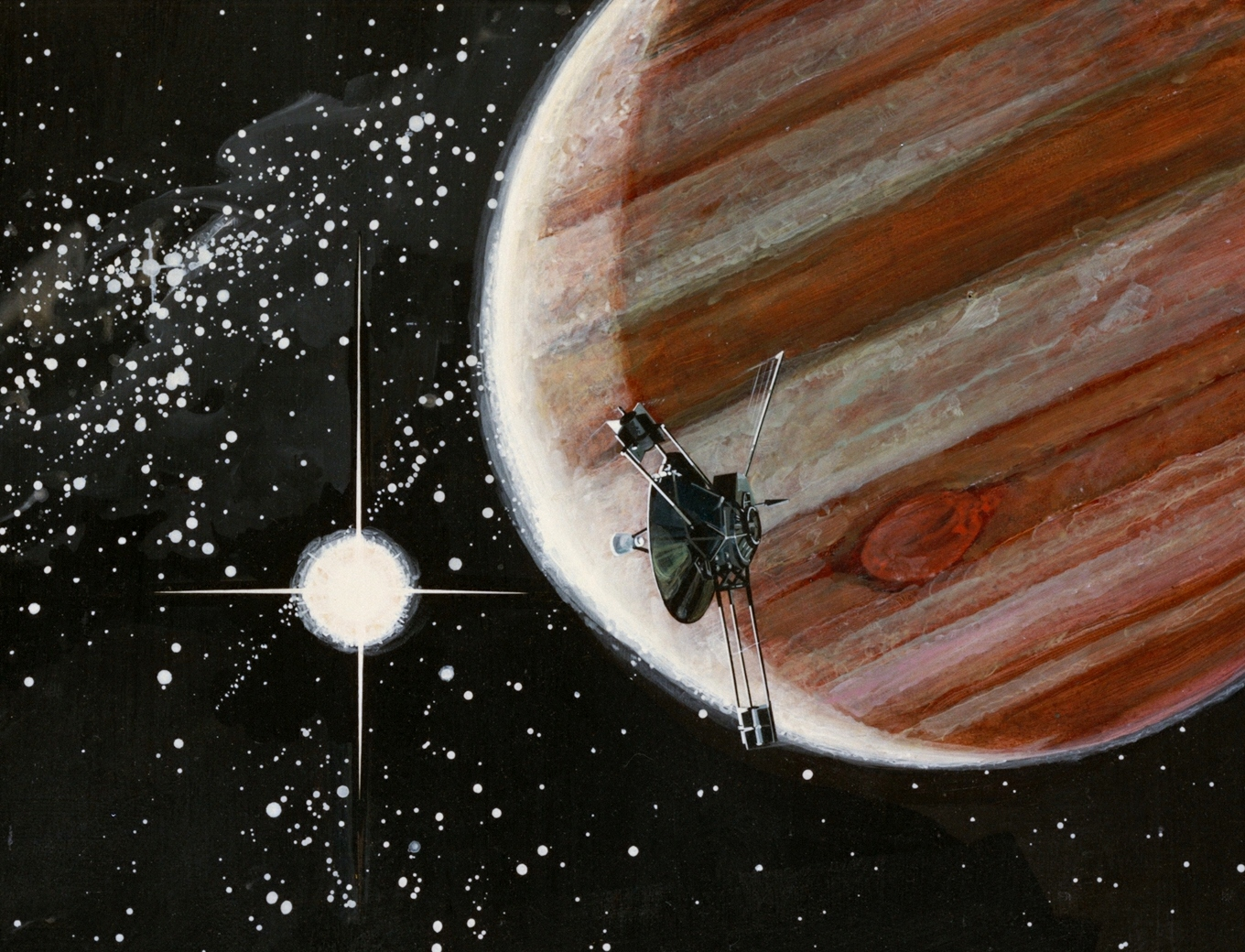
بيونير 10 – المركبة الفضائيةَ الأولى التي سافرت عبر الحزامِ النجميِ بغرض إنجاز مراقبة مباشرة للمشتري

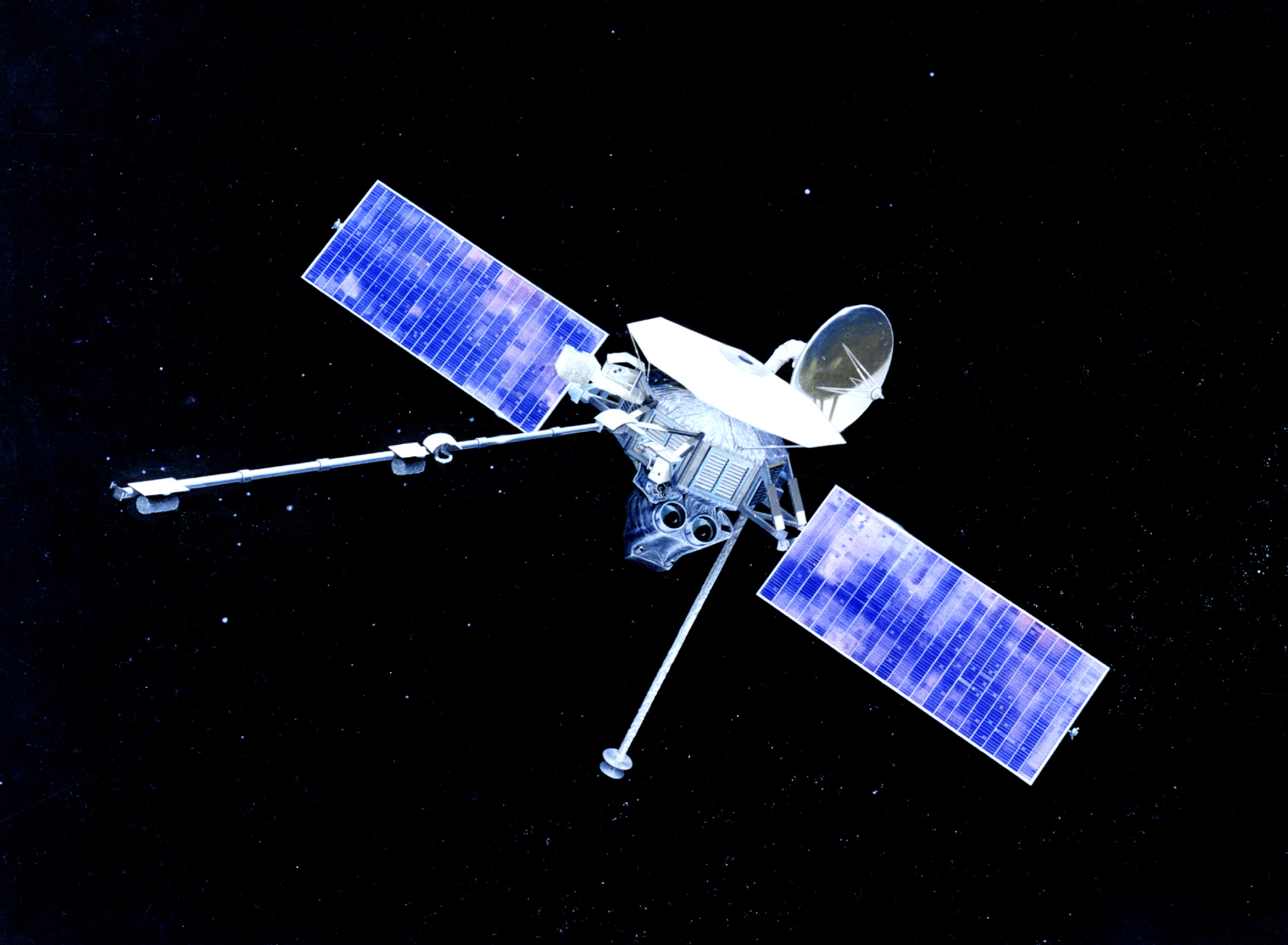
مارينر 10 – حلق المسبار فوق عطارد والزهرة، بهدف إجراء قياسات حول بيئة عطارد والغلاف جوي والسطح وخصائصه، وإجراء نفس البحوث على الزهرة.

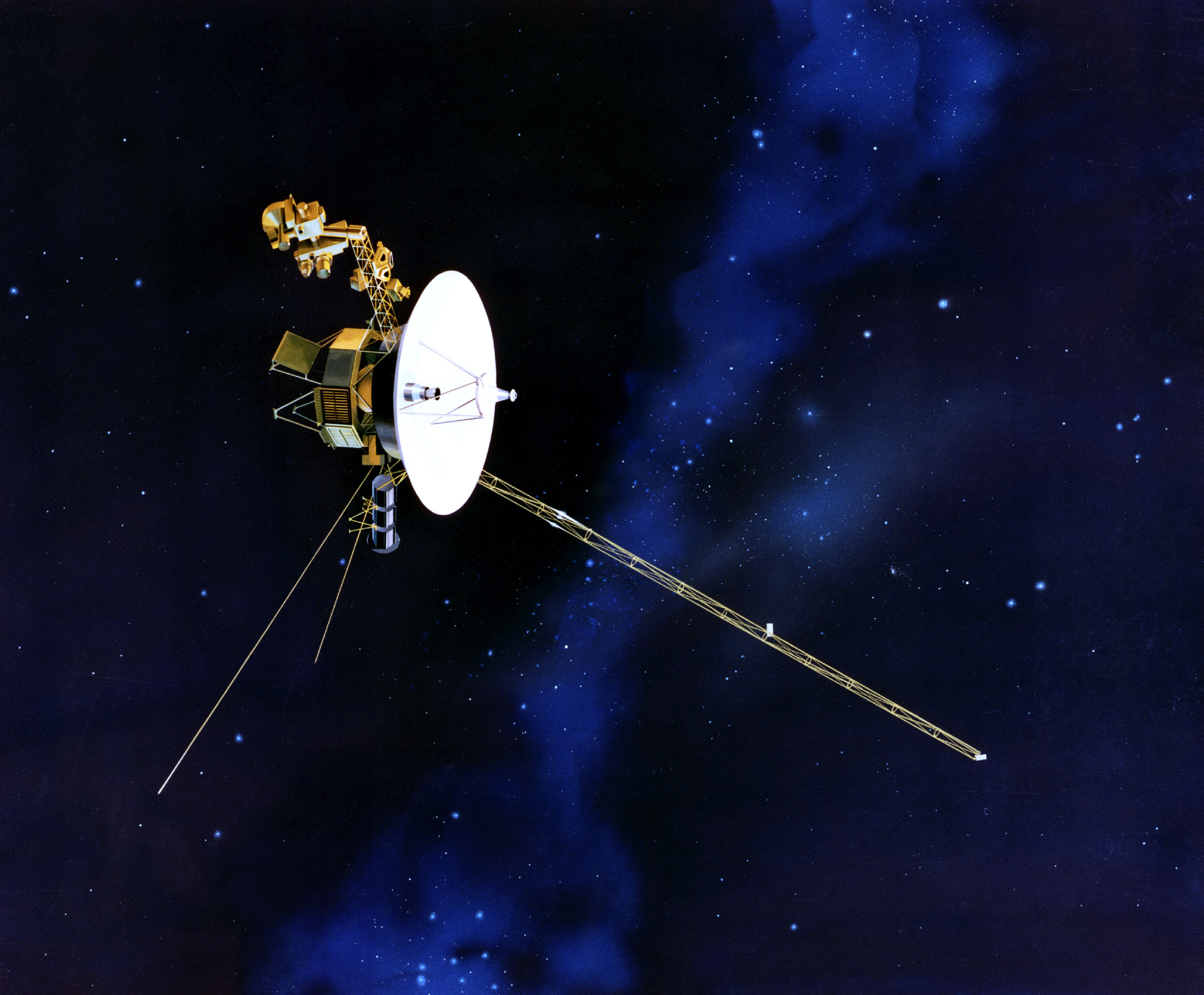
فوياجر 2 – ثاني مسبار ببرنامج فوياجر.

- أبولو 13 – تم الإقلاع في 11 إبريل 1970، مهمة استطلاعية ضمن برنامج أبولو الفضائي بغرض الهبوط على سطح القمر.
- فينيرا 7 – تم الإقلاع في 17 أغسطس 1970، مسبار فضائي سوفيتي أطلق ضمن مشروع فينيرا لاستكشاف كوكب الزهرة، بعد نجاحه في الهبوط أرسل بيانات إلى الأرض لتصبح البعثة بذلك هي أول بعثة فضائية تنجح في الهبوط على كوكب آخر وترسل بيانات استكشافية منه.
- لونا 16 – تم الإقلاع في 12 سبتمبر 1970، بعثة فضاء سوفيتية غير مأهولة أطلقت ضمن برنامج لونا وكانت أول مسبار روبوتي يهبط على سطح القمر ويعود إلى الأرض بعينات من تربة القمر بعد خمس محاولات فاشلة.
- زوند 8 – تم الإقلاع في 20 أكتوبر 1970، بعثة فضائية إلى سطح القمر ضمن برنامج زوند الفضائي.
- لونا 17 – تم الإقلاع في 10 نوفمبر 1970، بعثة فضاء سوفيتية غير مأهولة أطلقت لسطح القمر ضمن برنامج لونا.

1971
- أبولو 14 – تم الإقلاع في 31 يناير 1971، ثامن مهمة بشرية في برنامج أبولو وثالث عملية هبوط على القمر عاد رواد الفضاء يوم 5 فبراير 1971 وأحضروا معهم نحو 42 كيلوجرام من صخور القمر وعينات من تربته.
- ساليوت 1 – تم الإقلاع في 19 أبريل 1971، أول محطة فضاء صنعها الإنسان.
- مارس 2 – تم الإقلاع في 19 مايو 1971، أول محاولة للهبوط على سطح المريخ.
- مارس 3 – تم الإقلاع في 28 مايو 1971، أول مسبار فضائي يهبط على سطح المريخ
- مارينر 9 – تم الإقلاع في 30 مايو 1971، مسبار فضائي ضمن برنامج مارينر لاستكشاف المريخ.
- أبولو 15 – تم الإقلاع في 26 يوليو 1971، بعثة فضائية ضمن برنامج أبولو الفضائي، تميز عن سابقاتها باستعمال لأول مرة للعربة القمرية، عاد رواد الفضاء واحضروا معهم نحو 77 كيلوجرام من الصخور والتربة القمرية.
- لونا 18 – تم الإقلاع في 2 سبتمبر 1971، بعثة فضائية ضمن برنامج لونا الفضائي لمهمات العودة بعينات. تحطمت المركبة على القمر.
- لونا 19 – تم الإقلاع في 28 سبتمبر 1971، رحلة فضائية سوفيتية غير مأهولة أطلقت ضمن برنامج لونا لاستكشاف القمر.

1972
- لونا 20 – تم الإقلاع في 14 فبراير 1972، مركبة فضائية سوفيتية أرسلت إلى القمر ضمن برنامج لونا لإستكشاف القمر وتعتبر ثاني أنجح بعثة من أصل ثلاث بعثات لجمع العينات من القمر.
- بيونير 10 – تم الإقلاع في 3 مارس 1972، المركبة الفضائيةَ الأولى التي سافرت عبر الحزامِ النجميِ بغرض إنجاز مراقبة مباشرة للمشتري.
- فينيرا 8 – تم الإقلاع في 27 مارس 1972، مسبار فضاء سوفيتي أطلق ضمن مشروع فينيرا لاستكشاف كوكب الزهرة.
- أبولو 16 – تم الإقلاع في 16 أبريل 1972، الرحلة قبل الأخيرة التي قامت بها ناسا في إطار برنامج أبولو لإرسال رواد فضاء الأمريكيين للهبوط على القمر.[21][22][23] وقد أصبحت البعثة الخامسة التي تتم بنجاح.
- أبولو 17 – تم الإقلاع في 7 ديسمبر 1972، الرحلة 11 التي يذهب فيها الإنسان إلى القمر ضمن برنامج أبولو الفضائي، وتعتبر أخر رحلات أبولو.

1973
- لونا 21 – تم الإقلاع في 8 يناير 1973، بعثة فضائية ضمن برنامج لونا الفضائي لدراسة سطح القمر.
- بيونير 11 – تم الإقلاع في 5 أبريل 1973، مسبار فضائي ضمن برنامج بيونير ويعتبر أول مسبار يحلق بالقرب من كوكب زحل.
- سكاي لاب – تم الإقلاع في 14 مايو 1973، أول محطة فضاء تطلقها الولايات المتحدة الأمريكية، وثاني محطة فضائية تدور في مدار الأرض بعد محطة ساليوت 1 السوفيتيه.
- إكسبلورر 49 – تم الإقلاع في 10 يونيو 1973، بعثة فضائية إلى سطح القمر.
- مارس 4 – تم الإقلاع في 21 يوليو 1973، بعثة فضائية لاكتشاف سطح المريخ.
- مارس 5 – تم الإقلاع في 25 يوليو 1973، بعثة فضائية لاكتشاف سطح المريخ.
- مارس 6 – تم الإقلاع في 5 أغسطس 1973، بعثة فضائية لاكتشاف سطح المريخ.
- مارس 7 – تم الإقلاع في 9 أغسطس 1973، بعثة فضائية لاكتشاف سطح المريخ (أخطئت المريخ).
- مارينر 10 – تم الإقلاع في 4 نوفمبر 1973، مسبار فضائي أطلق من قبل وكالة الفضاء الأمريكية ناسا ليحلق فوق عطارد والزهرة، وهو أخر بعثات برنامج مارينر.

1974
- لونا 22 – تم الإقلاع في 2 يونيو 1974، مركبة فضائية غير مأهولة ضمن برنامج لونا لدراسة الحقل المغناطيسي للقمر وانبعاثات أشعة غاما ودراسة مكونات صخور القمر.
- لونا 23 – تم الإقلاع في 28 أكتوبر 1974، مركبة فضائية غير مأهولة ضمن برنامج لونا لدراسة سطح لقمر، كانت مهمة البعثة هي العودة بعيانات من سطح القمر، لكن المركبة تحطمت عند عملية الهبوط في منطقة تعرف باسم بحر الشدائد.
- هيليوس إيه – تم الإقلاع في 10 ديسمبر 1974، بعثة فضائية لاستكشاف النظام الشمسي.

1975
- فينيرا 9 – تم الإقلاع في 8 يونيو 1975، مسبار فضاء سوفيتي ضمن مشروع فينيرا لاستكشاف كوكب الزهرة، وتعتبر أول مركبة فضائية توضع في مدار حول الزهرة وأول مركبة ترسل صور من سطح كوكب آخر.[24]
- فينيرا 10 – تم الإقلاع في 14 يونيو 1975، مسبار فضاء سوفيتي ضمن مشروع فينيرا لاستكشاف كوكب الزهرة.
- فايكينغ 1 – تم الإقلاع في 20 أغسطس 1975، أوّل مركبة فضائية أرسلت إلى المريخ ضمن برنامج فايكينغ وأول صور ترسل من على سطح المريخ.
- فايكينغ 2 – تم الإقلاع في 9 سبتمبر 1975، بعثة فضائية إلى سطح المريخ.

1976
- هيليوس بي– تم الإقلاع في 15 يناير 1976، بعثة فضائية لاستكشاف النظام الشمسي.
- لونا 24 – تم الإقلاع في 9 أغسطس 1976، بعثة فضائية ضمن برنامج لونا بهدف إحضار العينات القمرية.

1977
- فوياجر 2 – تم الإقلاع في 20 أغسطس 1977 ضمن برنامج فوياجر، بعثة فضائية إلى المشترى، وزحل، وأورانوس ونيبتون.
- فوياجر 1 – تم الإقلاع في 5 سبتمبر 1977 ضمن برنامج فوياجر، بعثة فضائية إلى كوكبي المشتري وزحل، وابتداءً من يوم الخميس 21 مارس 2013 صار أول مركبة أرضية تغادر النظام الشمسي وتم تمديد مهمته لدراسة حدود المجموعة الشمسية وكذلك حزام كويبر. تم الإعلان في عام 2016، أن المركبة قطعت مسافة 135 وحدة فلكية لتكون هي أبعد مركبة صنعها الإنسان في الفضاء.

1978
- بايونير فينوس 1 – تم الإقلاع في 20 مايو 1978، بعثة فضائية لاكتشاف كوكب الزهرة.
- بايونير فينوس 2 – تم الإقلاع في 8 أغسطس 1978، بعثة فضائية لاكتشاف كوكب الزهرة.
- ISEE-3 – تم الإقلاع في 12 أغسطس 1978، بهدف دراسة الرياح الشمسية والمذنبات، ويرجع له الفضل في اكتشاف مذنب هالي.
- فينيرا 11 – تم الإقلاع في 9 سبتمبر 1978، بعثة فضائية لاكتشاف كوكب الزهرة.
- فينيرا 12 – تم الإقلاع في 14 سبتمبر 1978، بعثة فضائية لاكتشاف كوكب الزهرة.

## الثمانينات
1981
- فينيرا 13 – تم الإقلاع في 30 أكتوبر 1981، بعثة فضائية لاكتشاف كوكب الزهرة.
- فينيرا 14 – تم الإقلاع في 4 نوفمبر 1981، بعثة فضائية لاكتشاف كوكب الزهرة.

1983
- فينيرا 15 – تم الإقلاع في 2 يونيو 1983، بعثة فضائية لاكتشاف كوكب الزهرة.
- فينيرا 16 – تم الإقلاع في 7 يونيو 1983، بعثة فضائية لاكتشاف كوكب الزهرة.

1984
- فيجا 1 – تم الإقلاع في 15 ديسمبر 1984، بعثة فضائية لاكتشاف كوكب الزهرة، أول بالون يهبط على مذنب هالي.
- فيجا 2 – تم الإقلاع في 21 ديسمبر 1984، بعثة فضائية لاكتشاف كوكب الزهرة، كما هبط على مذنب هالي.

1985

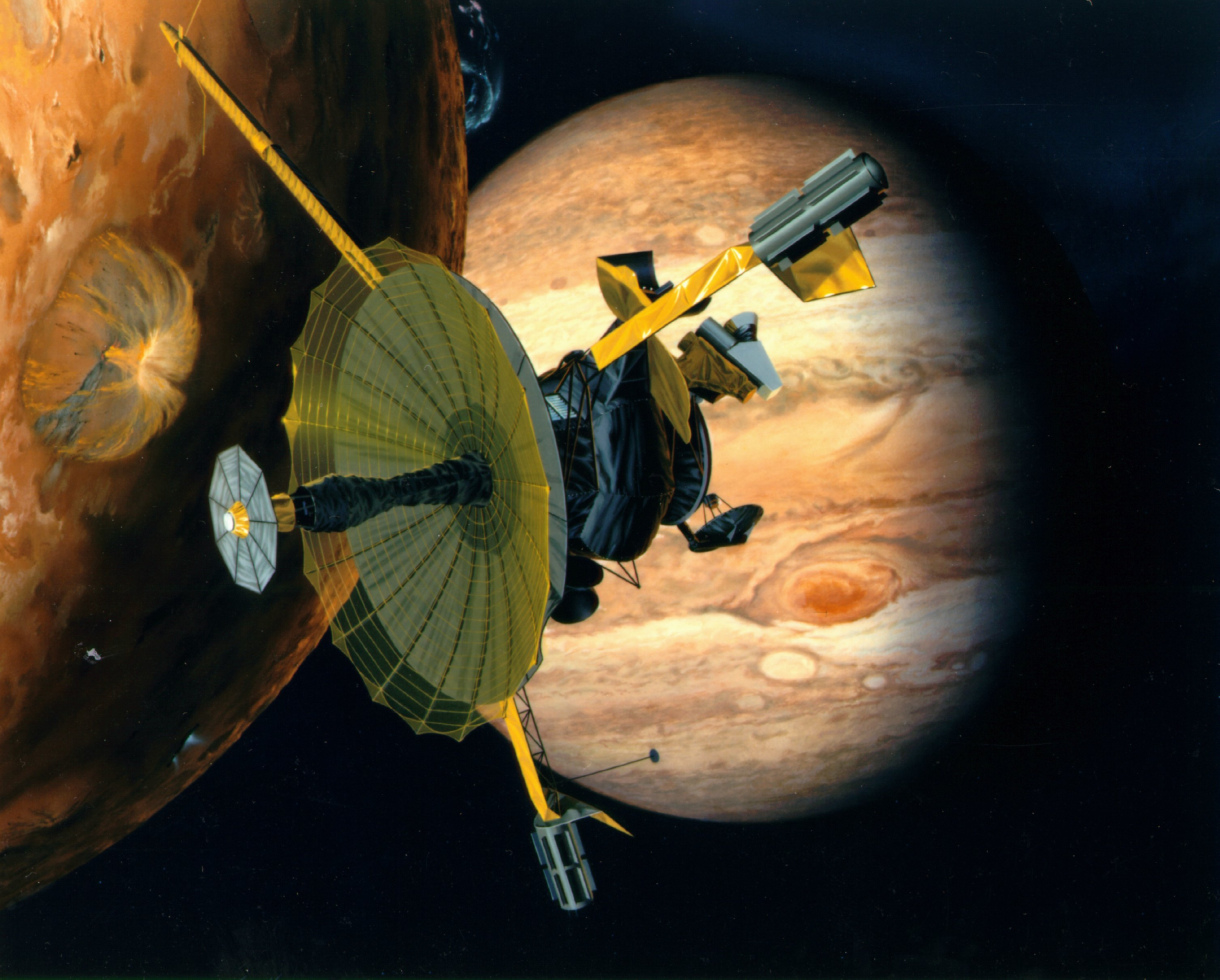
بعثة مركبة غاليليو الفضائية إلى كوكب المشتري

- ساكيجاك – تم الإقلاع في 7 يناير 1985، بعثة لدراسة مذنب هالي.
- جيوتو – تم الإقلاع في 2 يوليو 1985، بعثة لدراسة مذنب هالي.
- سويسي – تم الإقلاع في 18 أغسطس 1985، بعثة لدراسة مذنب هالي.

1986
- مير – تم الإقلاع في 20 فبراير 1986، أول محطة مأهولة للقيام بالبحوث العلميَّة طويلة الأمد في المدار الأرضي المُنخفض

1988
- فوبوس 1 – تم الإقلاع في 7 يوليو 1988، بعثة للهبوط على سطح المريخ (فقد الإتصال).
- فوبوس 2 – تم الإقلاع في 12 يوليو 1988، بعثة للهبوط على سطح المريخ (فقد الإتصال).

1989
- ماجلان – تم الإقلاع في 4 مايو 1989، بعثة لدراسة جاذبية كوكب الزهرة.
- غاليليو – تم الإقلاع في 18 أكتوبر 1989، مركبة فضائية غير مأهولة أرسلتها وكالة ناسا لدراسة كوكب المشتري وأقماره.

## التسعينات
1990

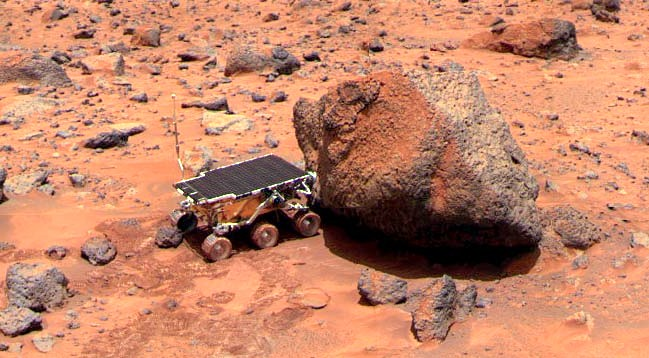
مارس باثفايندر مهمة استكشاف سطح المريخ- أول مارس روفر

- هايتن – تم الإقلاع في 24 يناير 1990، أول مسبار فضائي ياباني بغرض استكشاف القمر، أهم ما ميز هذه المهمة هي استخدام تقنية المناورة باستخدام الكبح الهوائي.[25]
- مرصد هابل الفضائي – تم الإقلاع في 24 أبريل 1990، مرصد فضائي يدور حول الأرض يمد علماء الفلك بأفضل الصور للكون.
- يوليوس – تم الإقلاع في 6 أكتوبر 1990، مسبار فضائي أرسل إلى الفضاء بهدف استكشاف المنطقة القطبية الشمسية بما فيها الرياح الشمسية والحقل المغناطيسي الشمسي.[26]

1991
- يوكو – تم الإقلاع في 30 أغسطس 1991، مسبار فضائي أطلق لرصد الشمس من قبل منظمة بحوث الفضاء اليابانية بالتعاون مع ناسا ووكالة الفضاء البريطانية بهدف رصد الوهج الشمسي خلال فترة ذروة النشاط الشمسي وكشف العلاقة بين الوهج الشمسي والهالة الشمسية[27]

1992
- مستكشف المريخ – تم الإقلاع في 25 سبتمبر 1992، محاولة لاستكشاف سطح المريخ (فقد الإتصال).

1994
- كليمنتين – تم الإقلاع في 25 يناير 1994، بعثة لمدار القمر.
- ويند – تم الإقلاع في 1 نوفمبر 1994، بهدف دراسة الرياح الشمسية والمذنبات.

1995
- سوهو – تم الإقلاع في 2 ديسمبر 1995، مرصد فضائي لفحص الشمس وغلافها الكروي من صنع إيسا بالتعاون مع ناسا.

1996
- ملتقي الكويكبات القريبة من الأرض – تم الإقلاع في 17 فبراير 1996، مسبار فضائي روبوتي صممه مختبر الفيزياء التطبيقية التابع لجامعة جونز هوبكينز لوكالة ناسا، بهدف إرساله لدراسة الكويكب القريب من الأرض 433 إروس من على مدار قريب، لمدة عام كامل.
- مارس جولبال سيرفايفور – تم الإقلاع في 7 نوفمبر 1996، مسبار إلى مدار المريخ.
- مارس 96 – تم الإقلاع في 16 نوفمبر 1996، محاولة للهبوط على سطح المريخ (لم يستطع المسبار الخروج من مدار الأرض).
- مارس باثفايندر – تم الإقلاع في 4 ديسمبر 1996، مهمة لاستكشاف سطح المريخ ضمن برنامج ديسكفري.

1997

كاسيني-هويجنز – رابع مسبار فضائي يزور زحل وأول مسبار يدخل مداره

- مستكشف التكوين المتقدم – تم الإقلاع في 25 أغسطس 1997، بعثة استكشافية فضائية بهدف دراسة المادة التي تتكون من الجسيمات النشطة للرياح الشمسية، ومادة الوسط بين الكوكبى التي تملأ النظام الشمسي.[28]
- كاسيني-هويجنز – تم الإقلاع في 15 أكتوبر 1997، بهدف دراسة كوكب زحل ونظامه، بما في ذلك حلقاته وأقماره الطبيعية، رابع مسبار فضائي يزور زحل وأول مسبار يدخل مداره.
- باس 22 – تم الإقلاع في 24 ديسمبر 1997، بعثة فضائية لدراسة سطح القمر.

1998
- لونار بروسبكتر – تم الإقلاع في 7 يناير 1998، بعثة فضائية لدراسة سطح القمر بهدف التأكيد على المعلومات التي أرسلتها المركبة الفضائية كلمنتاين عن وجود ماء تحت القطب الجنوبي للقمر.
- نوزومي – تم الإقلاع في 3 يوليو 1998، بعثة فضائية لدراسة سطح المريخ (لم تسطع دخول مدار المريخ).
- ديب سبيس 1 – تم الإقلاع في 24 أكتوبر 1998، بعثة فضائية لدراسة المذنبات والكويكبات.
- محطة الفضاء الدولية – تم الإقلاع في 24 أكتوبر 1998– اطلقت لتأخذ محل محطة فضاء الروسية مير بهدف تحضير الإنسان لتمضية أوقات طويلة في الفضاء، وإجراء التجارب خارج منطقة الجاذبية الأرضية.
- مراقب مناخ المريخ – تم الإقلاع في 11 ديسمبر 1998، بعثة فضائية لدراسة سطح المريخ (فشلت البعثة في دخول مدار المريخ.

1999
- عربة المريخ القطبية/ ديب سبيس 2– تم الإقلاع في 3 يناير 1999، بعثة فضائية لدراسة سطح المريخ والهبوط عليه (انقطع الاتصال).
- ستارداست– تم الإقلاع في 7 فبراير 1999، بهدف دراسة كويكب أنافرانك 5535 وتجميع عينات من مذنب وايلد 2 وانتهت البعثة الأولية في 15 يناير 2006. تعتبر البعثة أول بعثة تجمع غبارا كونيا.

## عقد 2000
2001

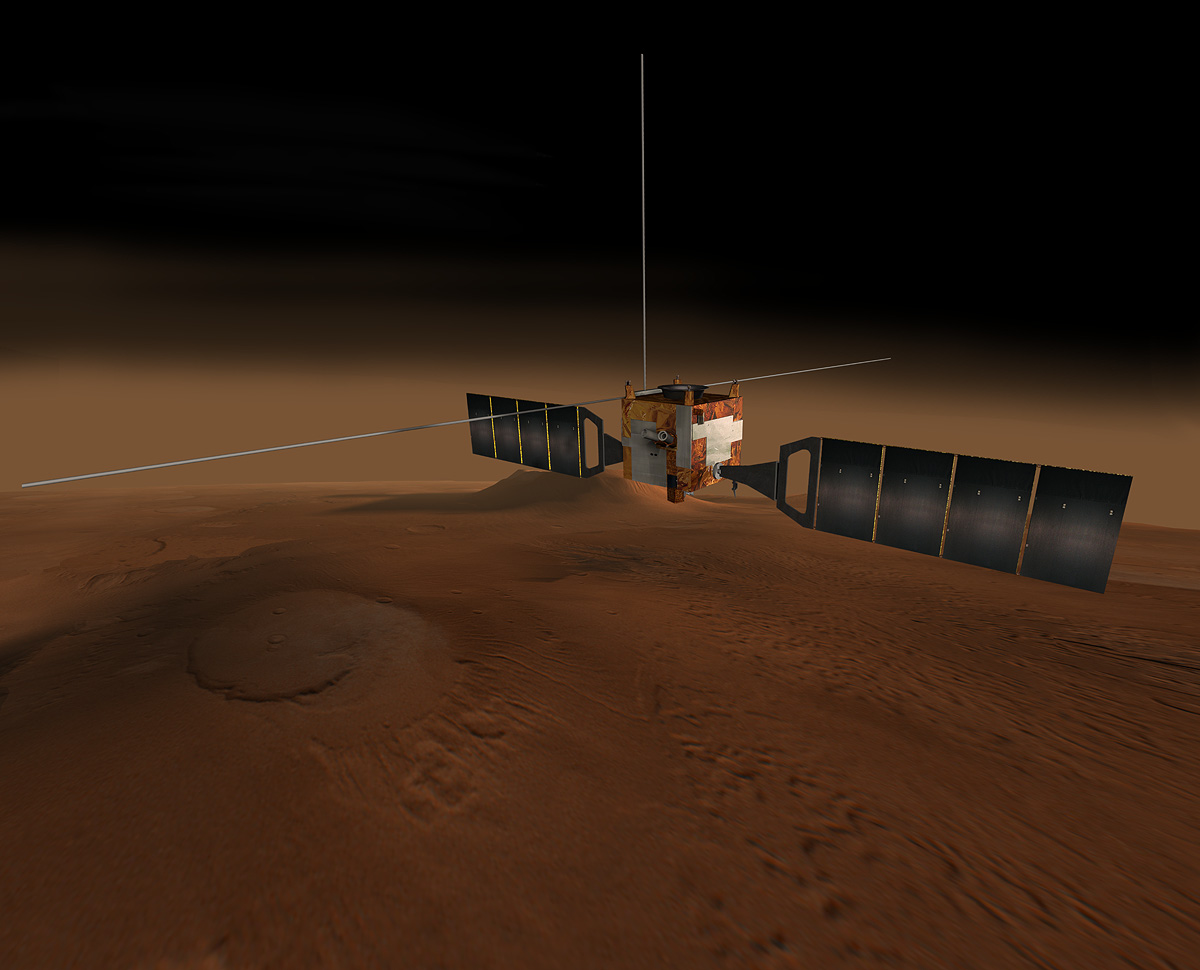
مارس إكسبريس/بيغل 2 – الرحلات الأولى لوكالة الفضاء الأوروبية (إيسا).

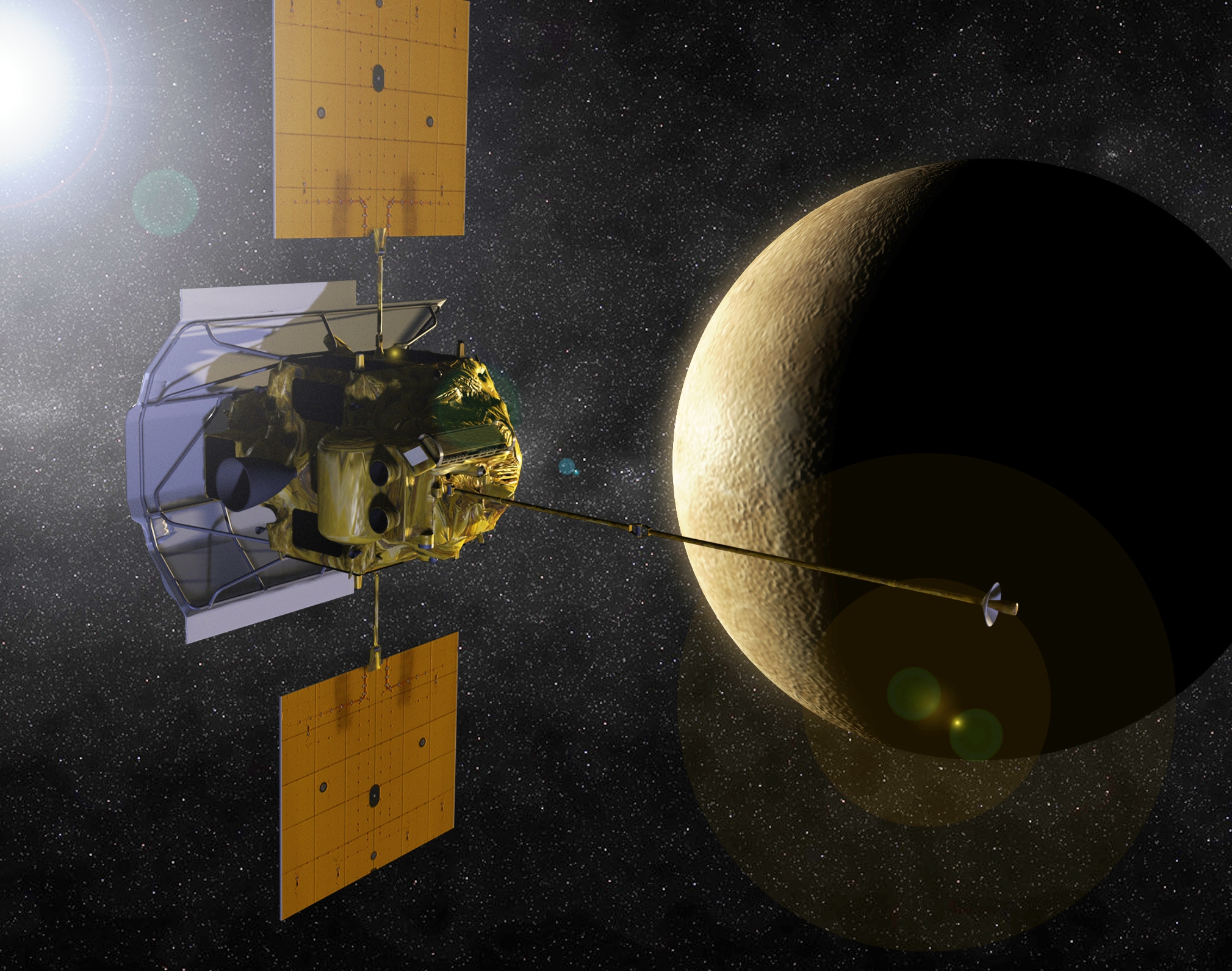
مسنجر – أول مسبار يدور حول كوكب عطارد

- مارس أوديسي – تم الإقلاع في 7 أبريل 2001، مركبة فضاء أمريكية أرسلت للمريخ بهدف دراسة المريخ ومعدلات الإشعاعات الخطرة على سطحه تمهيدا لزيارة البشر للكوكب.[29]
- جينيسس – تم الإقلاع في 8 أغسطس 2001، أول بعثة فضائية تنجح في أخذ عينات من مكونات الرياح الشمسية والعودة بها.

2002
- كونتور – تم الإقلاع في 3 يوليو 2002، محاولة لدراسة ثلاثه مذنبات (ضاعت المركبة في الفضاء).

2003
- هايابوسا – تم الإقلاع في 9 مايو 2003، مركبة فضاء غير مأهولة طورتها منظمة بحوث الفضاء اليابانية لتأخذ عيّنة ترابية من كويكبٍ قريب من الأرض صغير الحجم يسمى إيتواكاوا 25143.
- مارس إكسبريس/بيغل 2 – تم الإقلاع في 1 يونيو 2003، الرحلات الأولى لوكالة الفضاء الأوروبية (إيسا) بعثة فضائية إلى المريخ لكنها فقدت مركبة الهبوط أثناء دخولها المجال الجوي للكوكب.
- متجول استكشاف المريخ/ سبيريت – تم الإقلاع في 10 يونيو 2003، مهمة مستمرة الأمد من ناسا تشمل عربتي مارس متجولتين لاستكشاف كوكب المريخ.[30][31]
- متجول استكشاف المريخ/ أبورتيونيتي – تم الإقلاع في 7 يوليو 2003، مهمة مستمرة الأمد من ناسا تشمل عربتي مارس متجولتين لاستكشاف كوكب المريخ.
- سمارت 1 – تم الإقلاع في 27 سبتمبر 2003، ساتل أطلقته وكالة الفضاء الأوروبية لاستكشاف ومراقبة قطبي القمر.
- شنتشو 5 – تم الإقلاع في 15 أكتوبر 2003، أول رحلة فضاء بشرية تقوم بها الصين.

2004
- روزيتا/ فيلة– تم الإقلاع في 2 مارس 2004، بعثة فضائية لاستكشاف المذنب تشوري (نجح المسبار في الهبوط في نوفمبر 2014).
- مسنجر – تم الإقلاع في 3 أغسطس 2004، أول مسبار يدور حول كوكب عطارد.

2005

اصطدام القذيفة بالمذنب تمبل 1.

- ديب إمباكت – تم الإقلاع في 12 يناير 2005، بعثة فضائية تهدف إلى دراسة التكوين الداخلي لمذنب تمبل 1.
- مارس ريكونيسانس أوربيتر – تم الإقلاع في 12 أغسطس 2005، مركبة مدارية لاستكشاف المريخ.
- مصور الزهرة – تم الإقلاع في 9 نوفمبر 2005، أول مهمة لوكالة الفضاء الأوروبية لاستكشاف كوكب الزهرة.

2006
- نيو هورايزونز – تم الإقلاع في 19 يناير 2006، أول المركبات الفضائية المرسلة لدراسة بلوتو وأقماره، لكوكب بلوتو في تاريخ 13 يوليو 2015.[32][33][34][35]
- هينود – تم الإقلاع في 22 سبتمبر 2006، بعثة فضائية لاكتشاف الشمس.
- ستيريو – تم الإقلاع في 26 أكتوبر 2006، مسباران فضائيان أطلقتهما وكالة ناسا الفضائية لدراسة الظواهر الشمسية مثل الانبعاثات الكتلية الإكليلية، والهالة الشمسية والمقذوفات منها.[36]

2007
- فينيكس – تم الإقلاع في 4 أغسطس 2007، بعثة فضائية للبحث عن المياه على سطح المريخ.
- سيلين تم الإقلاع في 14 سبتمبر 2007، أول مسبار ياباني ينجح في الوصول إلى القمر.
- داون – تم الإقلاع في 27 سبتمبر 2007، بعثة فضائية تهدف إلى الدوران حول أكبر اثنين من الكويكبات الموجودة في داخل النظام الشمسي وهما كويكب 4 فيستا الذي وصلته المركبة عام 2011 والكوكب القزم سيريس الذي وصلته في 6 مارس عام 2015.
- تشانغ آه-1 – تم الإقلاع في 24 أكتوبر 2007، بعثة فضائية لدراسة سطح القمر.

2008

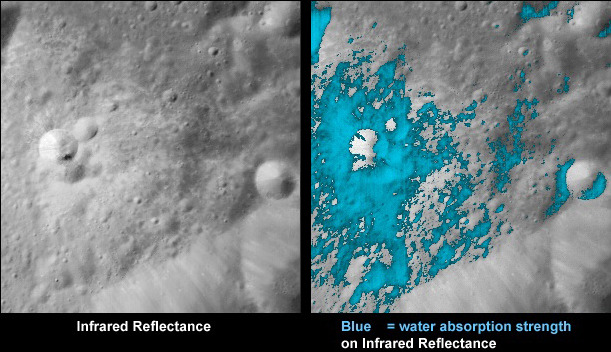
شاندرايان 1 - مياه حول إحدى فوهات القمر

- شاندرايان 1 – تم الإقلاع في 22 أكتوبر 2008، بعثة فضائية تستهدف وضع قمر صناعي في مدار حول القمر سنتين من أجل تجريب قدرات الهند في استكشاف الفضاء.

2009
- مستكشف القمر المداري/إلكروس – تم الإقلاع في 18 يونيو 2009، بعثة فضائية لدراسة سطح القمر خاصه المناطق القطبية غير المستكشفة.

## عقد 2010
2010

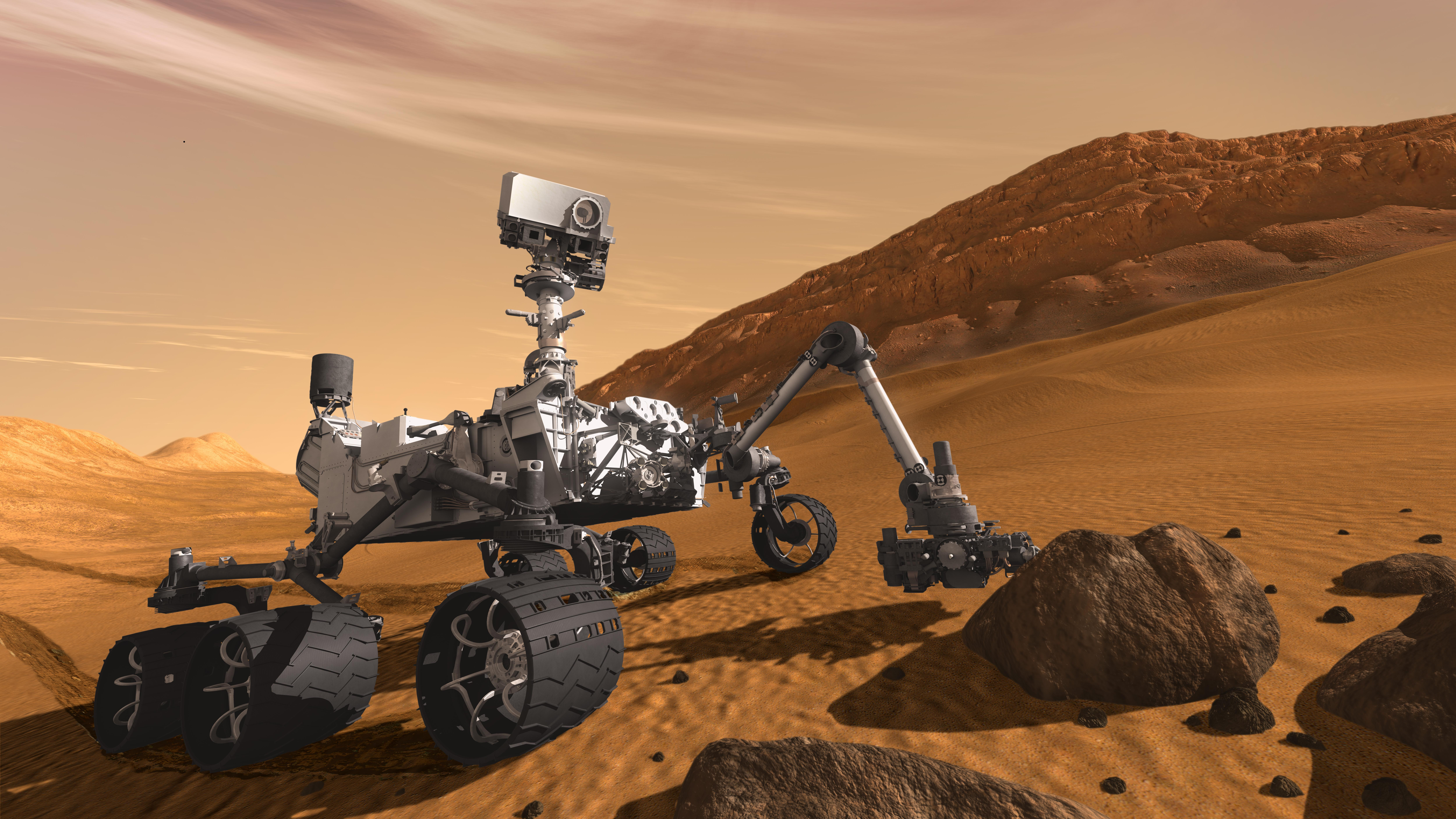
مختبر علوم المريخ – صورة تخيلية للمسبار كيوريوستي على سطح المريخ.

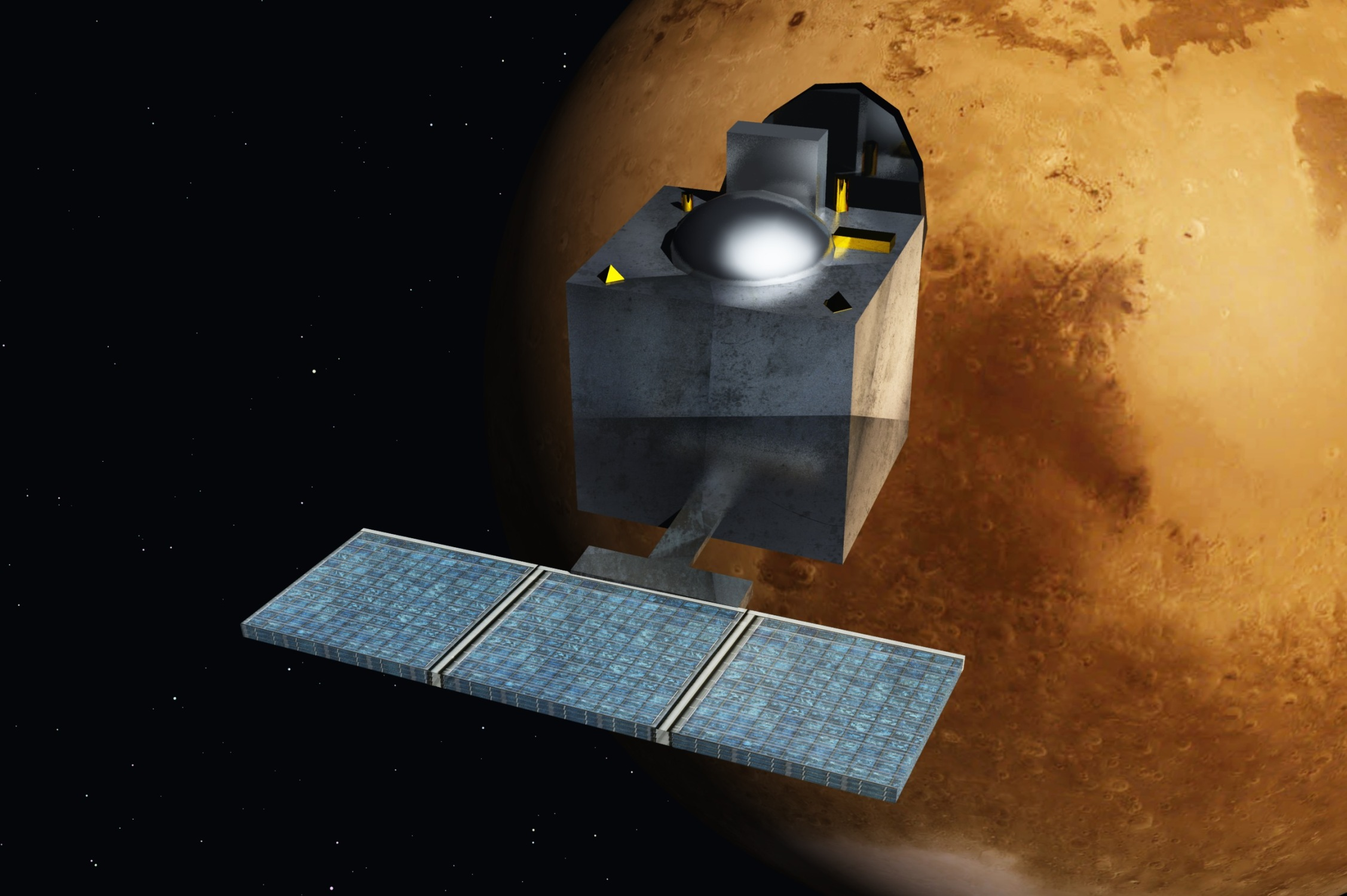
مانجاليان – بعثة مكوكية إلى المريخ.

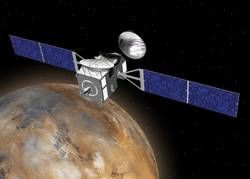
المتتبع الغازي المداري أول مسبار فضائي تابع لوكالة الفضاء الأوروبية يدور حول المريخ

- مرصد ديناميكا الشمس – تم الإقلاع في 11 فبراير 2010، بعثة فضائة لوكالة ناسا الفضائية لدراسة الشمس لمدة 5 سنوات ضمن برنامج التعايش مع نجم.
- أكاتسوكي – تم الإقلاع في 20 مايو 2010، مسبار فضاء ياباني مكلف بدراسة الغلاف الجوي لكوكب الزهرة.
- بيكارد – تم الإقلاع في 15 يونيو 2010، بعثة فضائية تهدف إلى دراسة الشمس.
- تشانغ آه-2– تم الإقلاع في 1 أكتوبر 2010، مسبار فضاء غير مأهول صيني الصنع لاستكشاف القمر.

2011
- جونو – تم الإقلاع في 5 أغسطس 2011، بعثة فضائية تابعة لوكالة ناسا الفضائية لاستكشاف كوكب المشترى.
- مختبر استعادة الجاذبية (جرايل) – تم الإقلاع في 10 سبتمبر 2011، مسباران فضائيان للدوران حول سطح القمر.
- تيانقونغ– تم الإقلاع في 10 سبتمبر 2011، محطة فضاء تشبة محطة مير الفضائية.[37]
- فوبوس جرانت وينج هوه-1 – تم الإقلاع في 8 نوفمبر 2011، مهمة فوبوس الروسية لجمع العينات، ومركبة فضائية صينية للدوران حول المريخ (فشلوا في الخروج من المدار الأرضي).
- مختبر علوم المريخ – تم الإقلاع في 26 نوفمبر 2011، مسبار صممته ناسا بهدف استكشاف سطح كوكب المريخ.[38][39]

2012
- مركبة فان ألين – تم الإقلاع في 30 أغسطس 2012، بعثة فضائية بغرض دراسة حزام فان آلن الإشعاعي.

2013
- أيرس – تم الإقلاع في 27 يونيو 2013، بعثة فضائية بغرض دراسة الشمس.[40]
- مستكشف بيئة الغبار والغلاف الجوي القمري – تم الإقلاع في 6 سبتمبر 2013، مهمة استكشافية للقمر تابعة لوكالة ناسا.
- هيساكي – تم الإقلاع في 14 سبتمبر 2013، بعثة فضائية لدراسة الغلاف الجوي لكوكب الأرض.[41]
- مانجاليان – تم الإقلاع في 5 نوفمبر 2013، بعثة مكوكية إلى المريخ.
- مافن – تم الإقلاع في 18 نوفمبر 2013، بعثة فضائية لدراسة الغلاف الجوي للمريخ.
- تشانج آه 3 – تم الإقلاع في 1 ديسمبر 2013، مهمة استكشاف قمرية تجريها إدارة الفضاء الوطنية الصينية، تتضمن المهمة جهاز هبوط آلي وعربة فضائية ضمن برنامج لاستكشاف القمر.

2014
- تشانج آه 5 تي 1 – تم الإقلاع في 23 أكتوبر 2014، بعثة فضائية استكشافية بغرض الهبوط على سطح القمر ودراسته.
- هايابوسا 2/ ماسكوت / بروكوين – تم الإقلاع في 3 ديسمبر 2014، بعثة فضائية بهدف الهبوط على كويكب والعودة بعينات منه/ الهبوط على كويكب/ الدوران حول كويكب (فشل الدوران نتيجة عطل في المحرك).
- اختبار استكشاف الطيران 1 – تم الإقلاع في 5 ديسمبر 2014، بعثة فضائية غير مأهولة تجريبة قبل إرسال مركبة أوريون الفضائية.[42][43]

2015
- مرصد مناخ الفضاء العميق – تم الإقلاع في 11 فبراير 2015، بعثة فضائية تهدف إلى توفير منظور واضح لكوكب الأرض ولدراسة الشمس.
- أستروسات – تم الإقلاع في 28 سبتمبر 2015، بعثة فضائية لدراسة الفضاء.[44][45]

2016
- المتتبع الغازي المداري – تم الإقلاع في 14 مارس 2016، بعثة فضائية للدوران حول المريخ ودراسته ثم الهبوط عليه (فشل الهبوط).[46][47]
- اوسايرس-ركس – تم الإقلاع في 8 سبتمبر 2016، قمر إصطناعي يهدف إلى زيارة إحدى الكويكبات القريبة من كوكب الأرض لدراستها وأخذ عينة منه.

## البعثات المخطط لها
2018

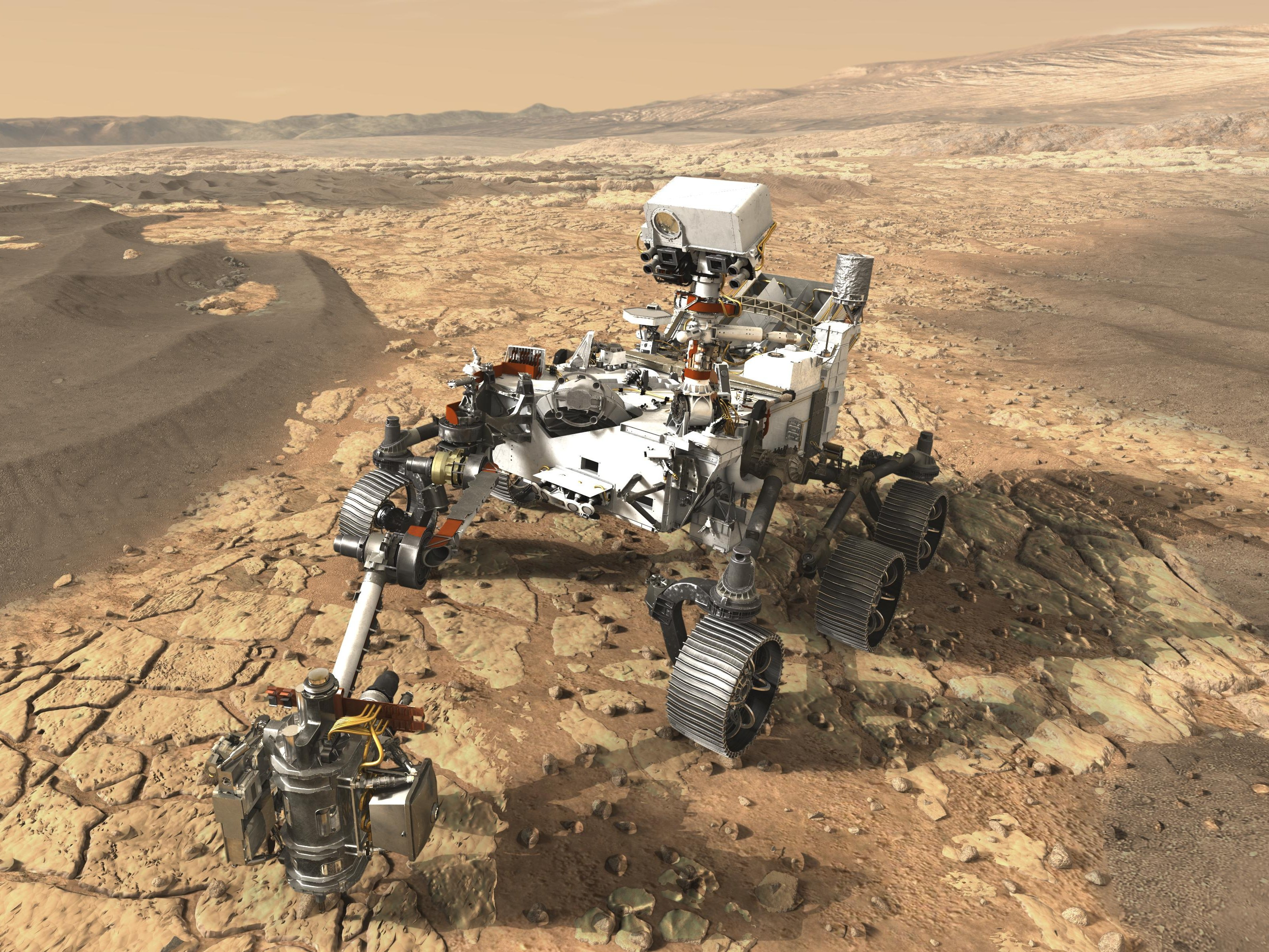
من المخطط إرسال عربة روفر إلى المريخ لدراسة جيولوجيا سطح الكوكب والبحث عن دليل على وجود حياة سابقة على الكوكب أو إمكانية الحياة عليه في المستقبل

- إنسايت – سيقلع في 5 مايو 2018، وكان من المقرر إطلاقه في عام 2016 ولكن تأجل الإطلاق إلى حين الانتهاء من تعديل نظام قياس الزلازل الذي سيحمله لدراسة جيولوجيا الكوكب.[48][49]
- مركبة باركر سولار الفضائية– ستقلع في 5 مايو 2018، بعثة فضائية لدراسة هالة الشمس (ستعتبر هذه المركبة هي الأقرب للشمس، على مسافة 0.04 وحدة فلكية).
- بيبيكولومبو – سيتم الإقلاع في أكتوبر 2018، مهمة مشتركة بين وكالة الفضاء الأوروبية ومنظمة بحوث الفضاء اليابانية لارسال مسبار إلى عطارد.[50]
- شاندرايان-2 – سيتم الإقلاع في أكتوبر 2018، بعثة فضائية للدوران والهبوط على سطح القمر.[51][52]
- تشانغ إي-4 – سيتم الإقلاع في نهاية عام 2018، أول عربة ستهبط في الجانب البعيد من سطح القمر.

2019
- المدار الشمسي (سولو) – ستقلع في فبراير 2019، بعثة فضائية لدراسة الشمس وستقترب إلى مسافة 0.28 وحدة فلكية.
- لونا 25 – أول بعثات برنامج لونا-غلوب لاستكشاف القمر.
- التكنولوجيا الفلكية – بعثات فضائية خاصة للهبوط على سطح القمر.[53][54]
- تشانغ إي-5 – ستصبح أول بعثة صينية للعودة بالعينات والأولى منذ بعثة لونا 24 في عام 1976.[55][56]
- إم إكس -1 إي – بعثات فضائية خاصة للهبوط على سطح القمر.[57]

2020
- تلسكوب جيمس ويب الفضائي – ستقلع في ربيع 2020، المقراب سيوفر قدرة رصد لا مثيل لها ودقة غير مسبوقة، وحساسية عالية للأشعة تحت الحمراء، وهو خليفة المقراب هابل والمقراب سبيتزر والمقراب تشاندرا.[58][59]
- بعثة الإستكشاف 1 – بعثة فضائية غير مأهولة أرسلت كاختبار لمركبة أوريون الفضائية.[60][61]
- عربة إكسو مارس الفضائية– ستقلع في يوليو 2020، عربة للهبوط على سطح القمر وأول عربية غير أمريكية الصنع.[62][63]
- أمل المريخ أو مسبار الأمل- ستقلع في يوليو 2020، ضمن مشروع الإمارات العربية المتحدة لاستكشاف المريخ.[64][65]
- بعثة روفر إلى المريخ مارس 2020 – بعثة فضائية إلى المريخ تهدف إلى إرسال عربة إلى المريخ بغرض دراسة جيولوجيا سطح الكوكب.[66][67]
- تشانغ إي-6 – مهمة للعودة بالعينات من سطح القمر.[68]
- مستشعر المريخ العالمي عن بعد والعربات الصغيرة – بعثة فضائية للدوران والهبوط على المريخ.[69][70]
- قمر المريخ الصناعي الصغير تيراهيرتز – أول قمر صناعي صغير ياباني إلى المريخ.[71][72]

2021
- لونا 26 – بعثة فضائية للدوران حول القمر.[73][74]
- أديتيا – بعثة فضائية لدراسة الشمس كالهالة الشمسية والانبعاث الكتلي الإكليلي وتطور الهالة الشمسية.[75]
- الهابط الذكي لاستكشاف القمر (سليم)– عربة على سطح القمر.[76][77]
- عربة إسرو المدارية – أول مركبة مدارية هندية مأهولة.[78][79]
- لوسي – بعثة فضائية لاستكشاف مجموعة طروادة مشترية.[80]

2022
- لونا 27 – بعثة فضائية تهدف إلى الهبوط في القطب الجنوبي للقمر والاستكشاف بواسطة عربة فضائية.[81][82]
- مستكشف أقمار المشتري الجليدية – قمر صناعي لا تزال وكالة الفضاء الأوروبية تعمل على تطويره، وهدفه زيارة كوكب المشتري وأقماره كغانيميد، وكاليستو وأوروبا
- ديستني+ – بعثة فضائية لاستكشاف المذنب 3200 فاثيون.[83][84]

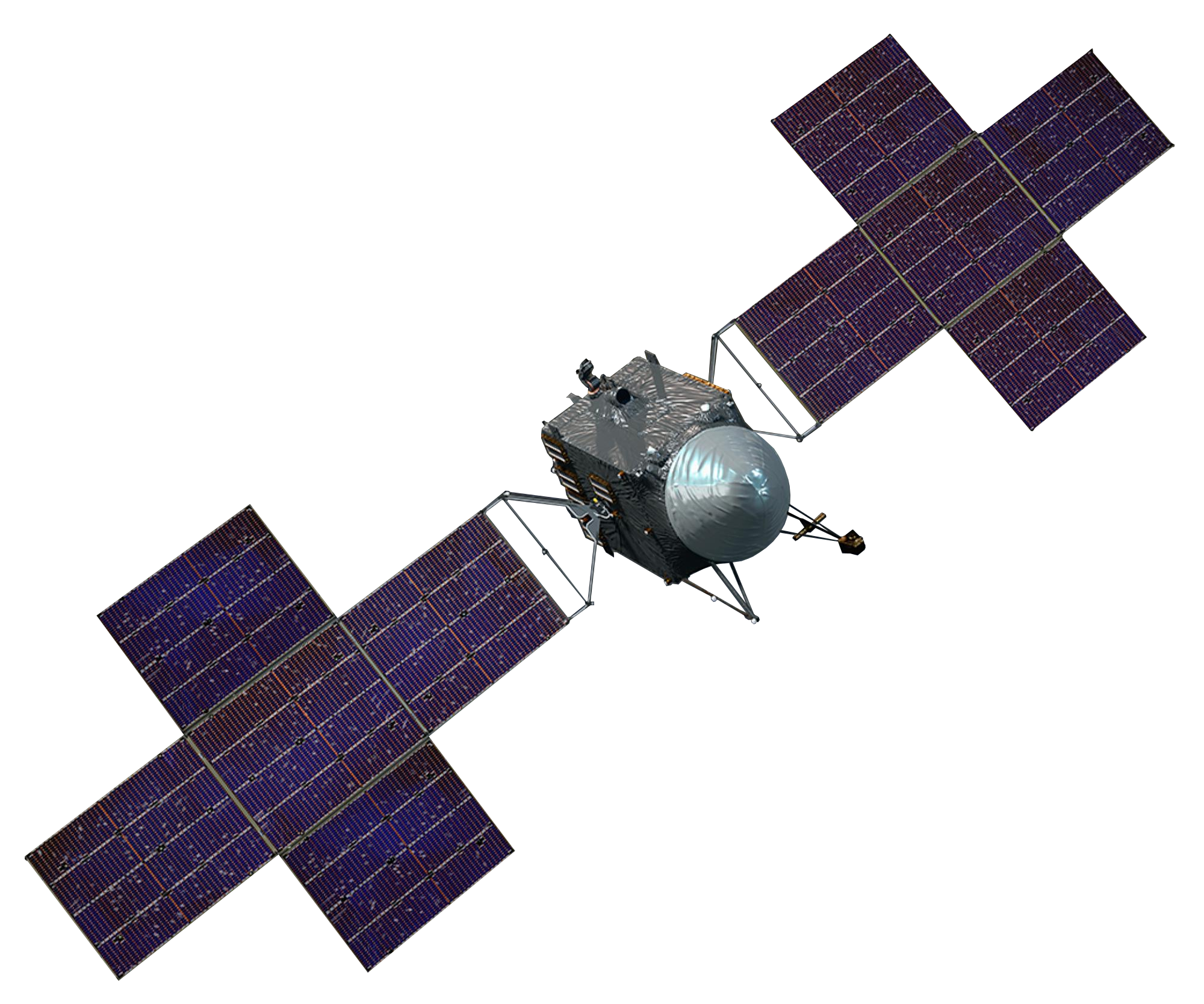
تخيل لمركبة سايكي الفضائية

- سايكي – مركبة فضائية لدراسة كويكب سايكي 16 أحد الكويكبات العشرة الكبيرة في حزام الكويكبات.
- بعثة الاستكشاف 2 – بعثة فضائية لدراسة القمر والعودة بعينات لدراستها.[85][86]
- بعثة التحليقات المتعددة حول أوروبا – 2022-2025 – بعثة فضائية لدراسة القمر الغاليلي أوروبا.[87][88]

2023
- المهمة الاستكشافية 3 – بعثة فضائية مأهولة إلى القمر بغرض أخذ عينات والعودة بها لدراستها.[89]

2024
- صاروخ بي إف أر لسبيس إكس – أول بعثة فضائية مأهولة للمريخ.[90][91]
- إم إم إكس – بعثة فضائية إلى قمر فوبوس الأقرب للمريخ لأخذ عينات والعودة بها لدراستها.[92][93]

2025
- لونا 28 – بعثة فضائية للقطب الجنوبي للقمر لأخذ عينات والعودة بها لدراستها.[94][95]

2026
- فينيرا-D – بعثة فضائية لاستكشاف كوكب الزهرة والهبوط عليه.[96][97]

2029
- المدار القمري المأهول[98]
- بعثة مأهولة إلى المريخ بعثة فضائية بغرض أخذ عينات والعودة بها.[99][100]

2030
- بداية إنشاء مستعمرة لحياة الإنسان على سطح القمر[98]
- رحلات خاصة للقمر (2020–30)[101]

2031
- عطارد-P – أول عملية هبوط على كوكب عطارد.[102][103]

2040–60
- رحلات مأهولة ضمن برنامج إستكشاف المريخ الصيني[104]
- رحلات مأهولة ضمن برنامج إستكشاف المريخ الروسي[105]

## الصور

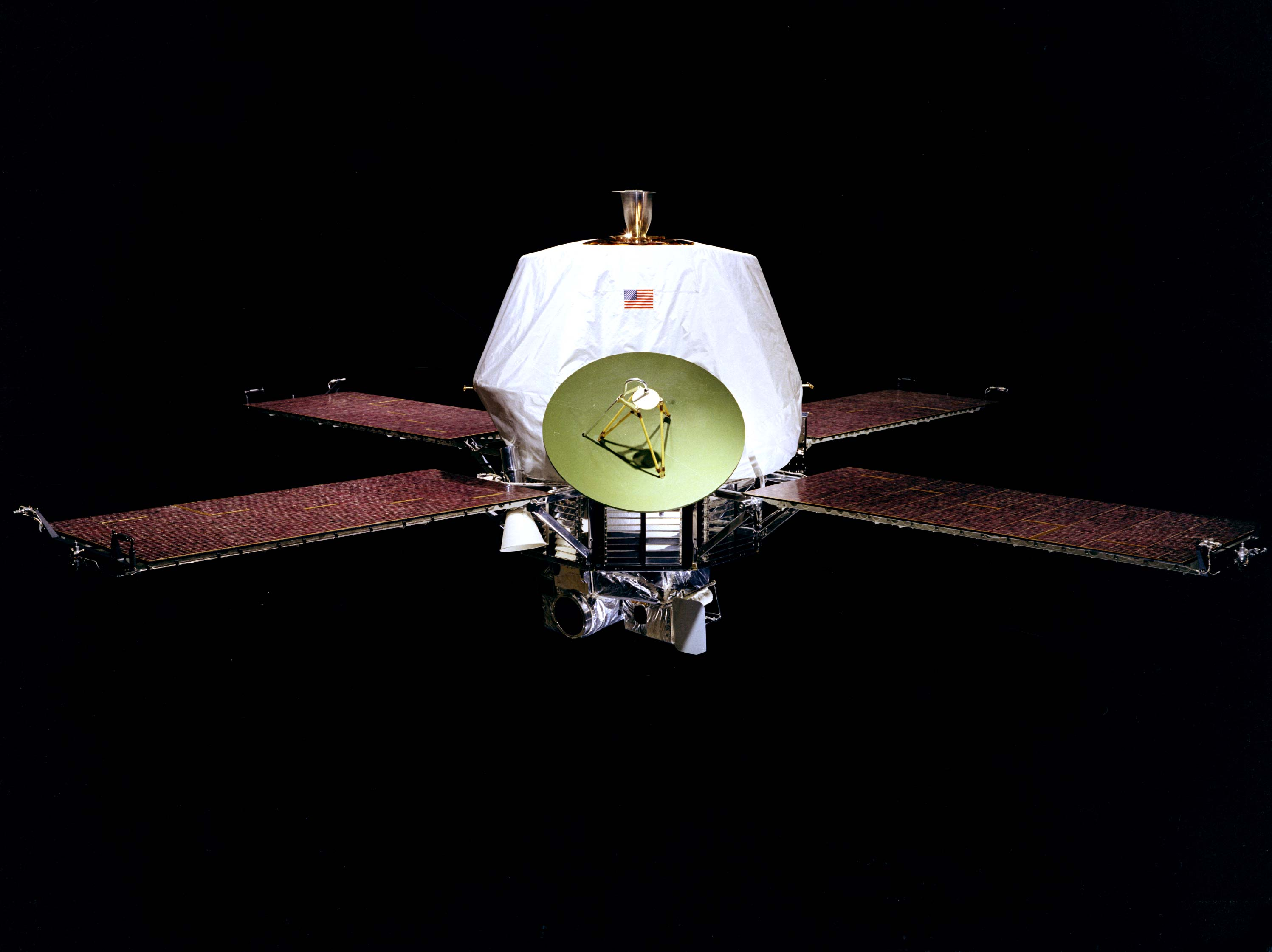
مارينر 9 أول مدار للمريخ.
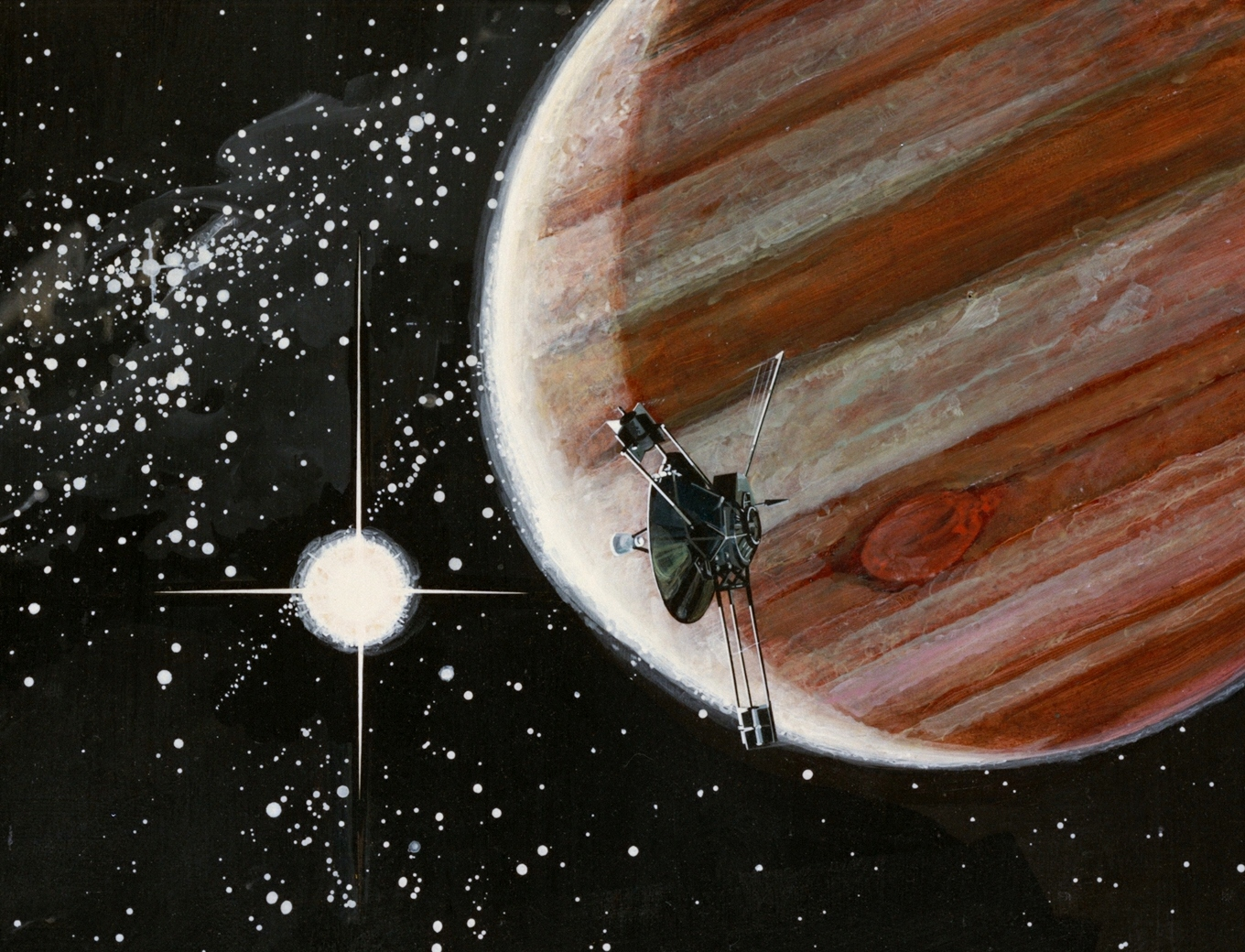
بيونير 10 أول بعثة فضائية لكوكب المشتري.
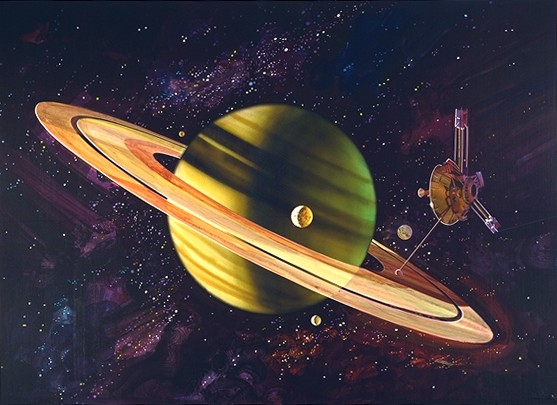
بيونير 11 أول بعثة فضائية لكوكب زحل.
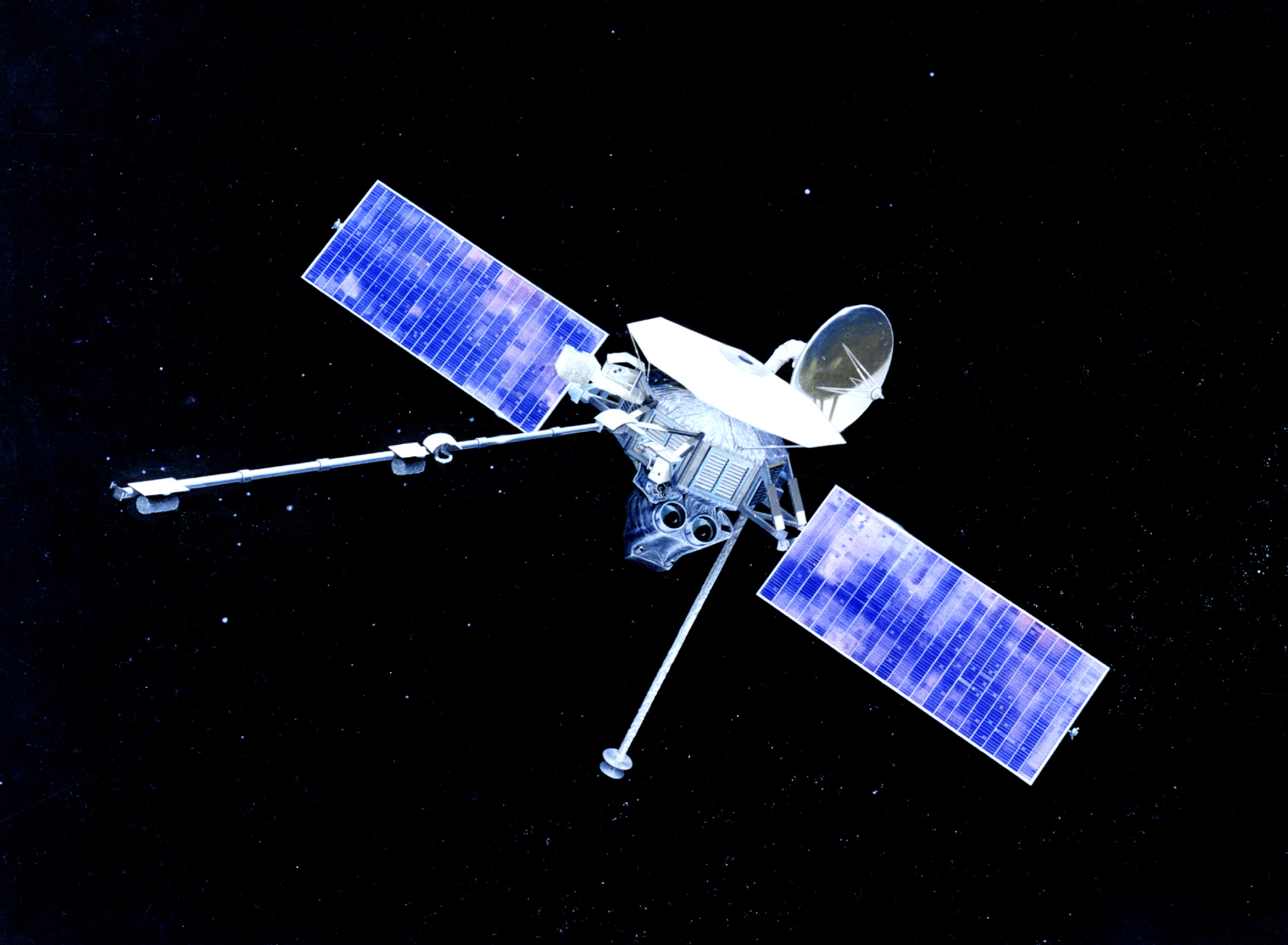
مارينر 10 أول بعثة فضائية لكوكب عطارد.
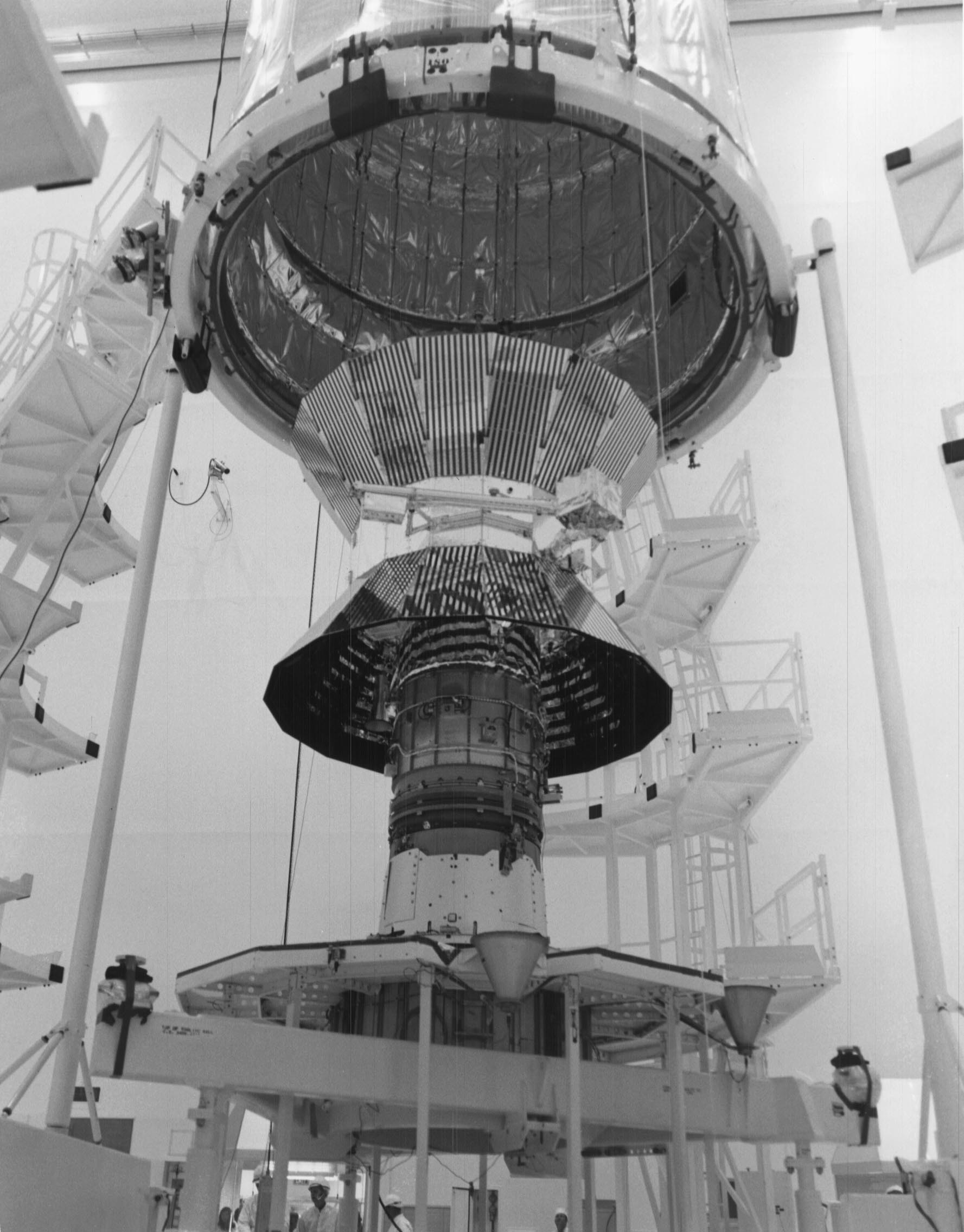
هيليوس 2 أقرب مركبة فضائية للشمس.
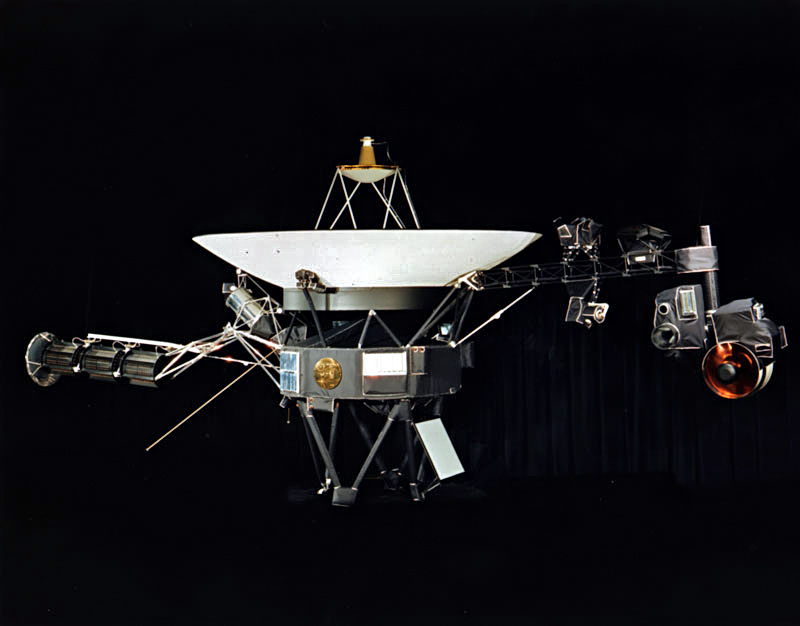
فوياجر 2 أول بعثة فضائية لكوكبي نيبتون وأورانوس.
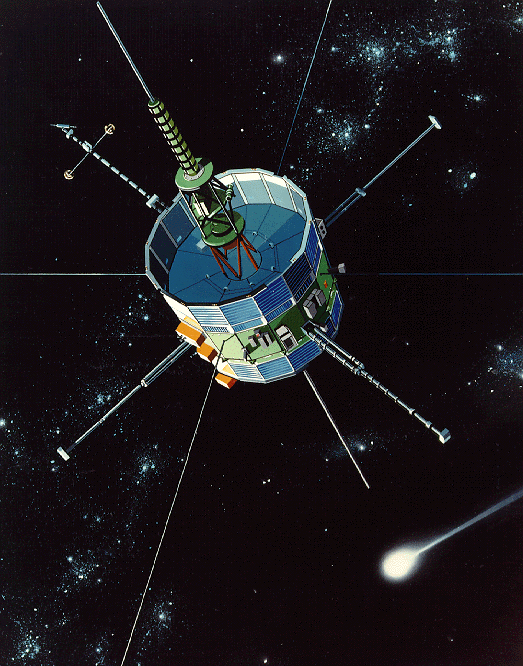
مستكشف المذنبات الدولي أول بعثة فضائية لمذنب.
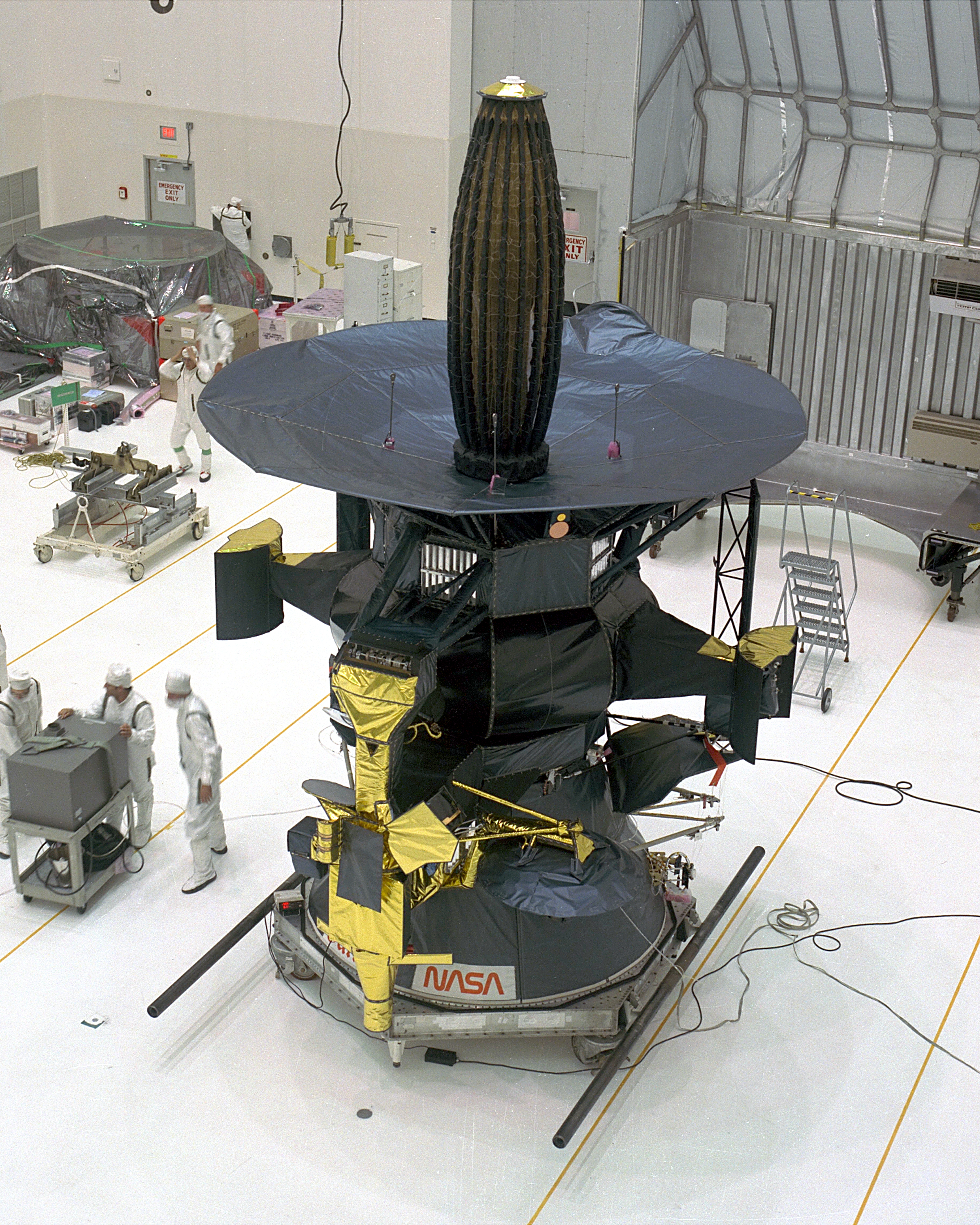
غاليليو أول بعثة فضائية لكويكب أول بعثة فضائية للمشترى.
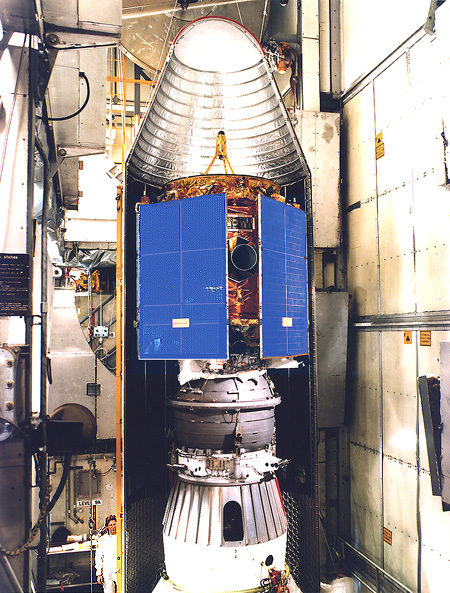
ملتقي الكويكبات القريبة من الأرض أول دراسة لكويكب قريب من الأرض وكان من نصيب 433 إروس أول بعثة فضائية تدور حول كويكب أول هبوط على سطح كويكب
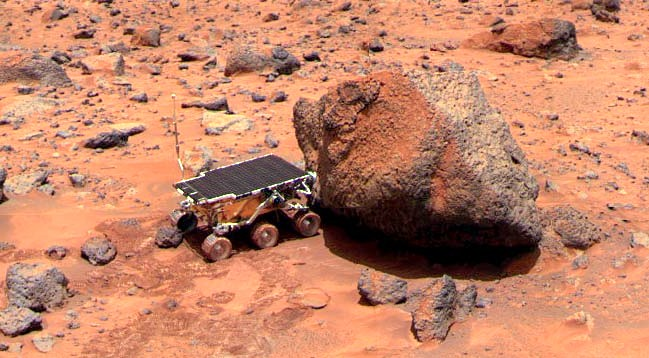
مارس باثفايندر أول عربة فضائية تسير على المريخ.
كاسيني-هويجنز أول بعثة فضائية تدور حول زحل.
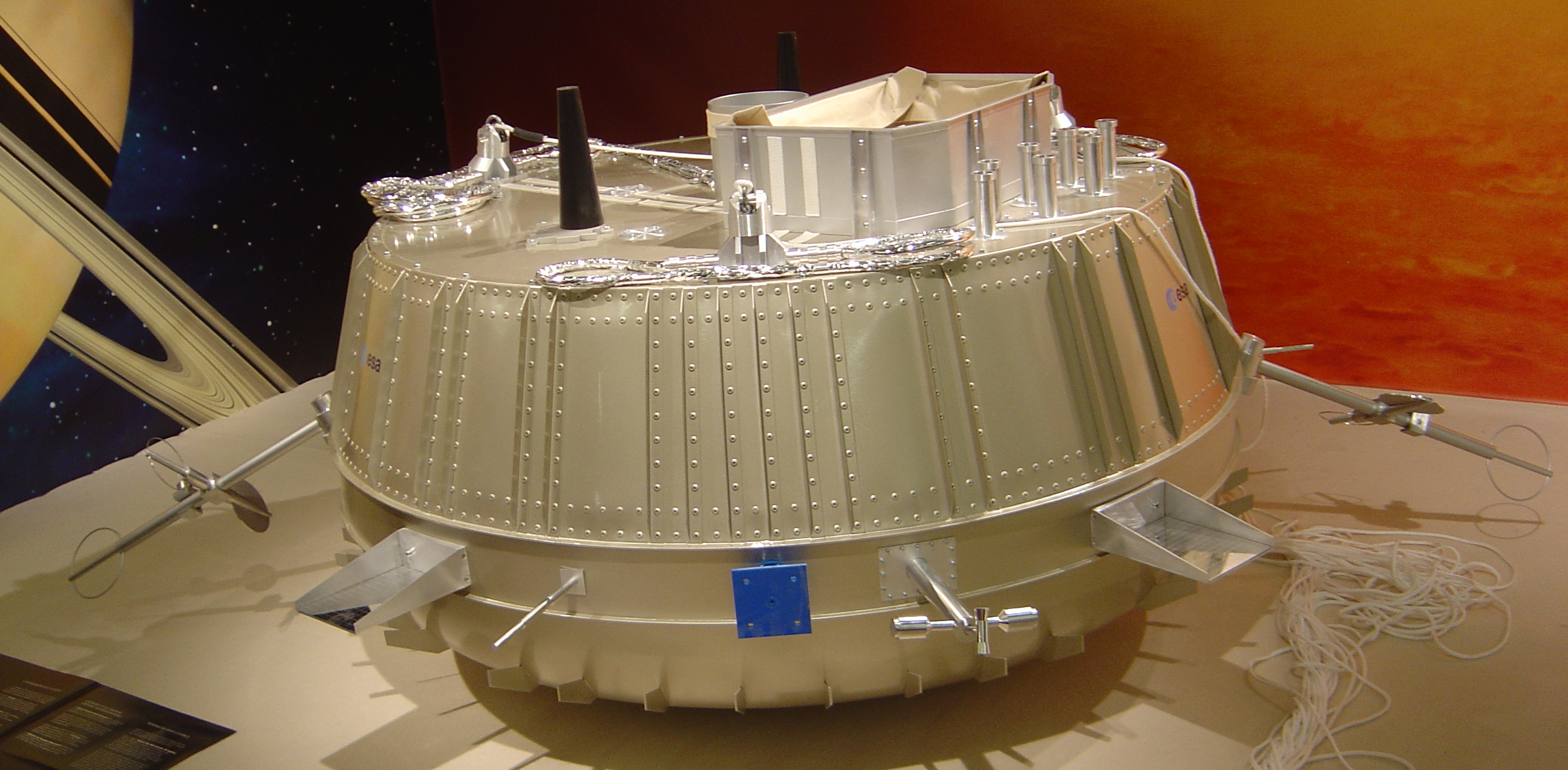
هويجنز أول هبوط على سطح تيتان قمر زحل.
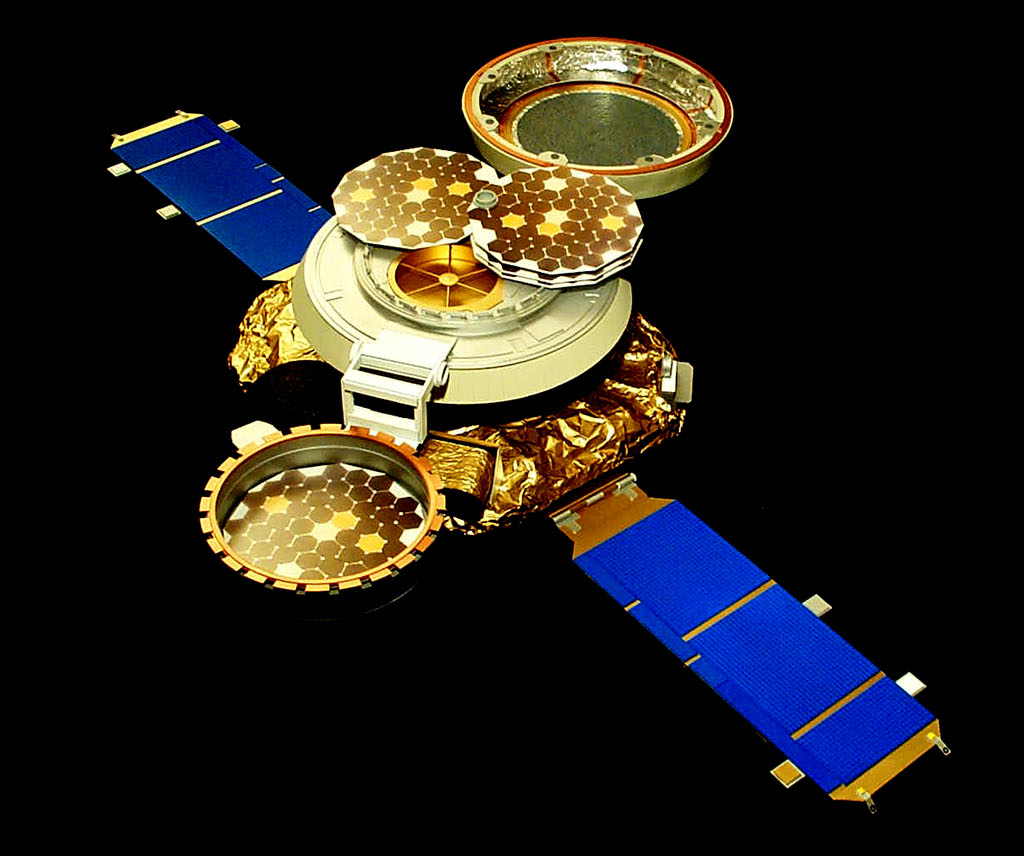
جينيسس أول بعثة فضائية تنجح في أخذ عينات من مكونات الرياح الشمسية والعودة بها.
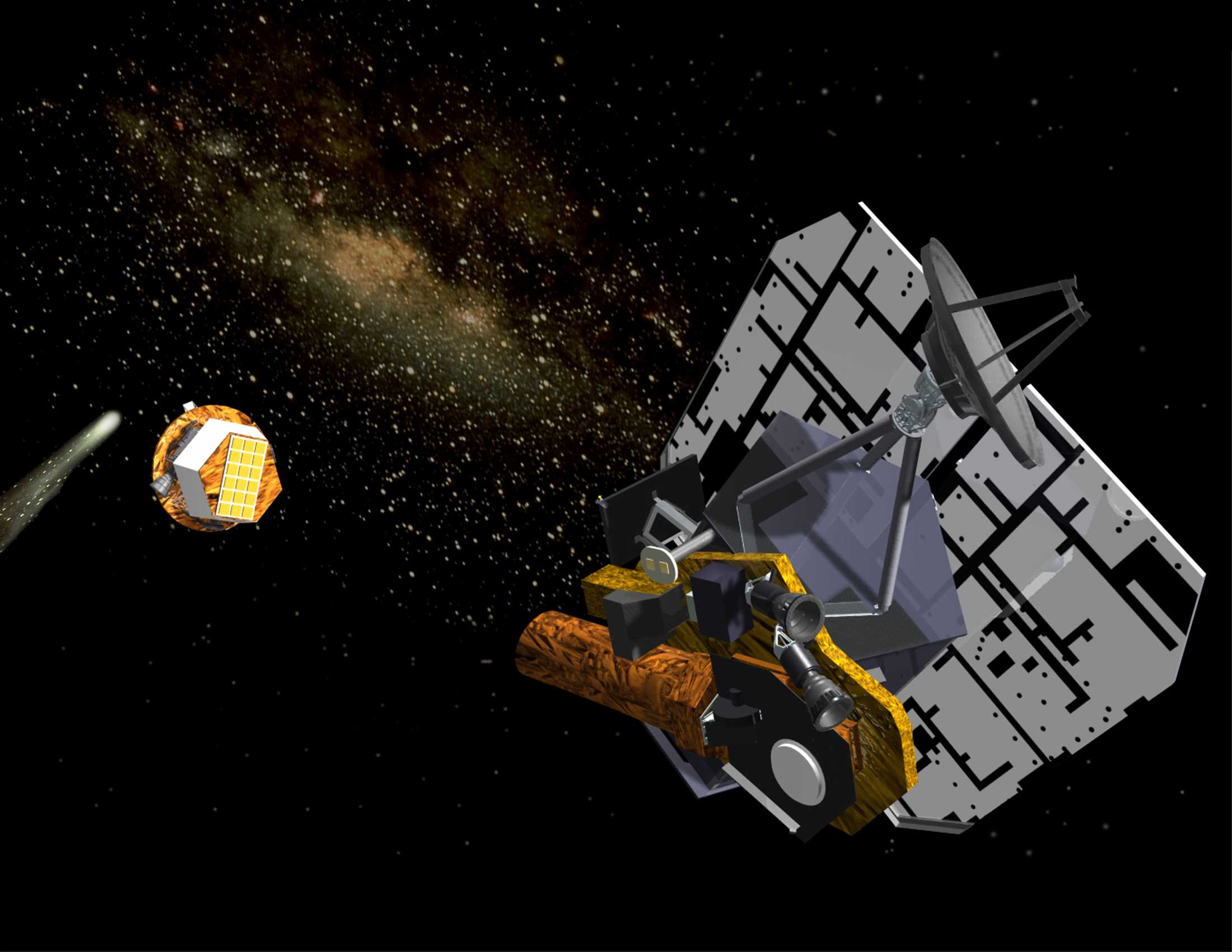
ديب إمباكت أول هبوط على مذنب.
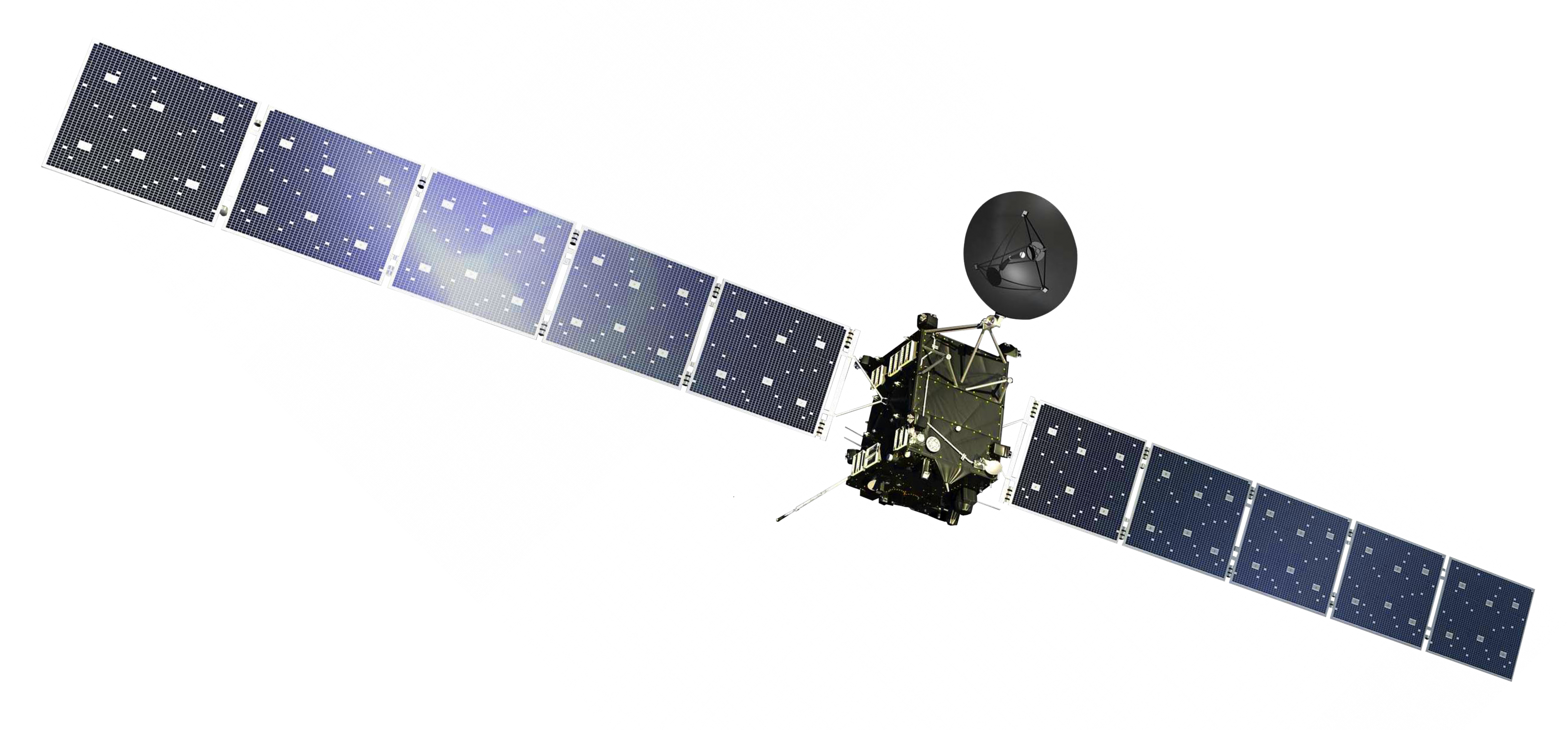
روزيتا أول دوران حول مذنب والهبوط عليه.
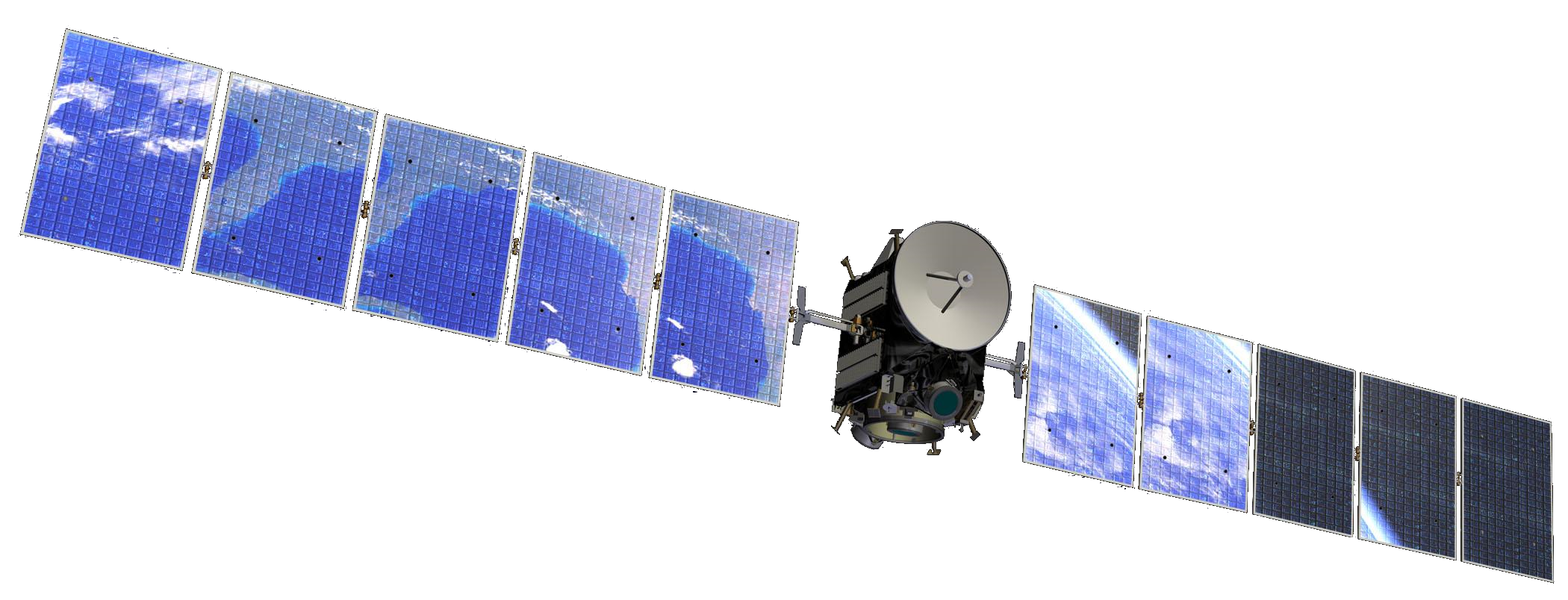
داون أول دوران حول الكوكب القزم سيريس أول دوران حول كويكب 4 فيستا.
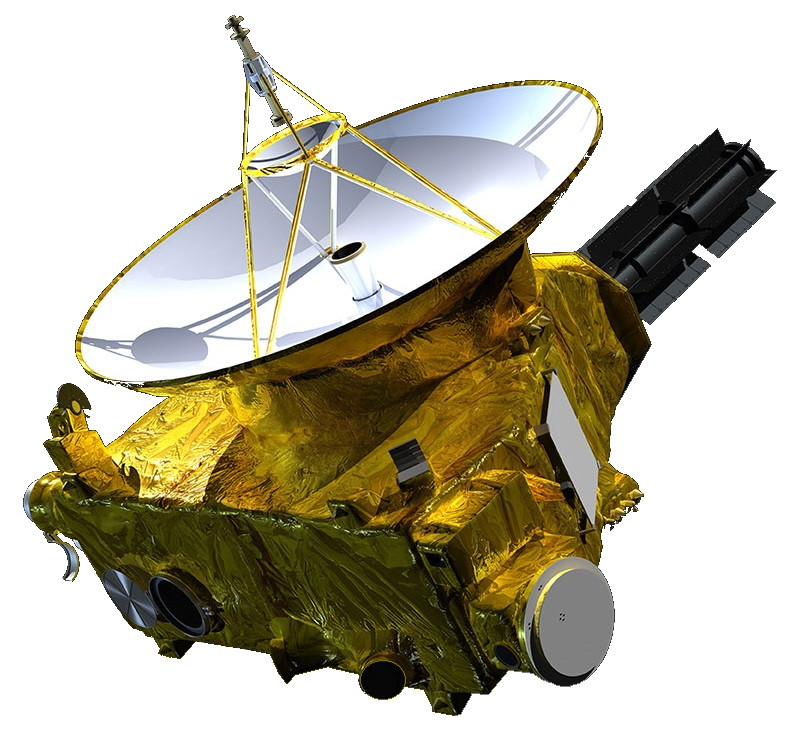
نيو هورايزونز أول بعثة فضائية لكوكب بلوتو.

## وصلات خارجية
مقالات
- صفحة المجموعة الشمسية من موقع اكتشاف النظام الشمسي التابع للناسا.
- 50 عامًا من الإستكشاف- ناشيونال جيوغرافيك أبوظبي
- استكشاف الفضاء الخارجي - الكواكب
- كارل سيجان- نقطة زرقاء باهتة
- بعثات ناسا لاكتشاف القمر والواكب الخارجية
- البعثات المستقبلية لوكالة ناسا الفضائية
- صور للبعثات السوفيتية لاكتشاف الفضاء

فيديوهات
- نبذة عن الجدول الزمني لاكتشاف النظام الشمسي- على اليوتيوب.
- الجدول الزمني لاكتشاف النظام الشمسي- على اليوتيوب.
- الجدول الزمني لاكتشاف المريخ- على اليوتيوب.
- اكتشاف النظام الشمسي 50 عامًا وأكثر- ناشيونال جيوغرافيك أبو ظبي- على اليوتيوب.